# AB Gustavsberg

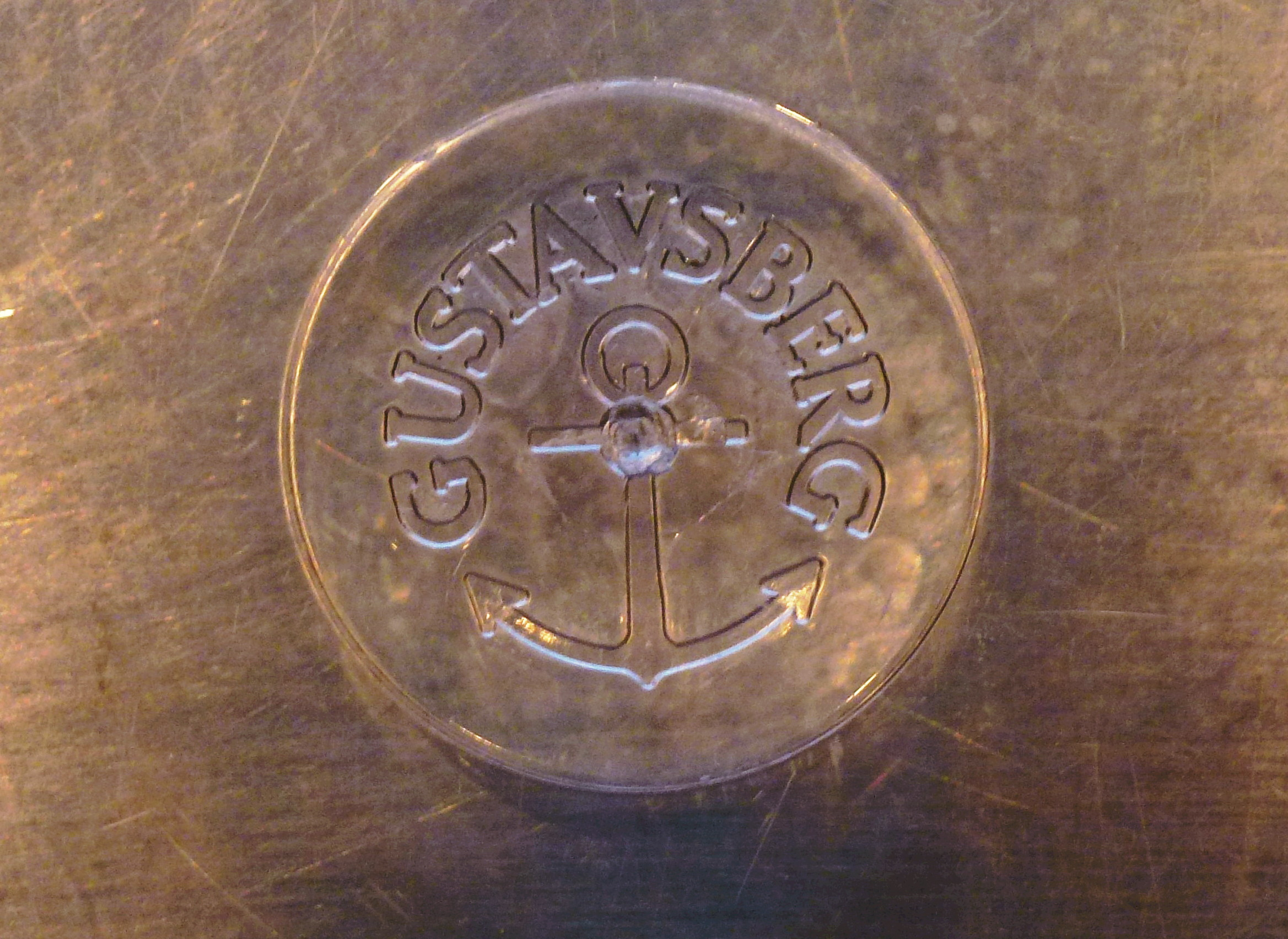
Gustavsbergs märke på ett plastlock

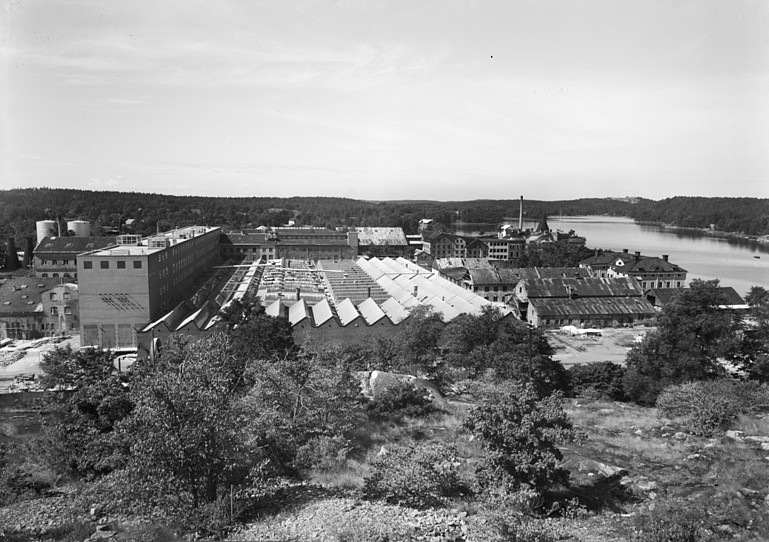
Fabriksanläggningen 1946.

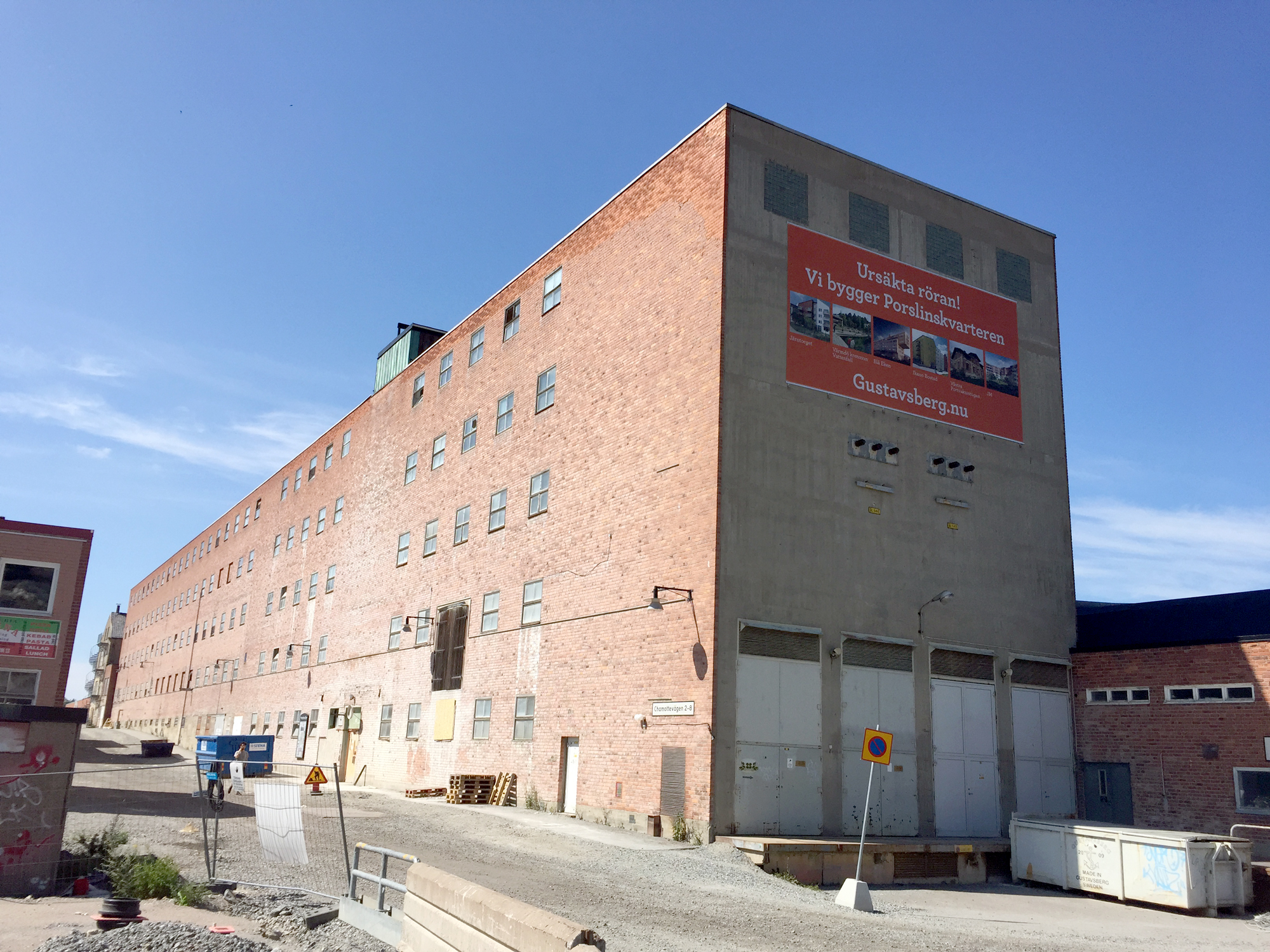
Gustavsbergs porslinsfabrik 2016.

Gustavsberg (AB Gustavsberg) var en tillverkare av hushållsporslin, sanitetsporslin (och badkar) och plastprodukter med säte i Gustavsberg på Värmdö utanför Stockholm. Ett tidigare namn var Gustavsbergs porslinsfabrik.
Tillverkning av porslin började år 1825 och tillverkning av bruksföremål i plast startade 1945. Tillverkningen av sanitetsporslin inleddes 1937 och nedlades i Gustavsberg 2014, men Gustavsbergsprodukter tillverkas av Villeroy & Boch på andra orter.
Numera produceras bara hushållsporslin i mindre omfattning av HPF (Hushållsporslinsfabriken) i Gustavsberg AB samt utrustning för vattenskärning. År 2014 startade rivningen av vissa fabriksbyggnader för att ge plats för bostadshus.

## Historia

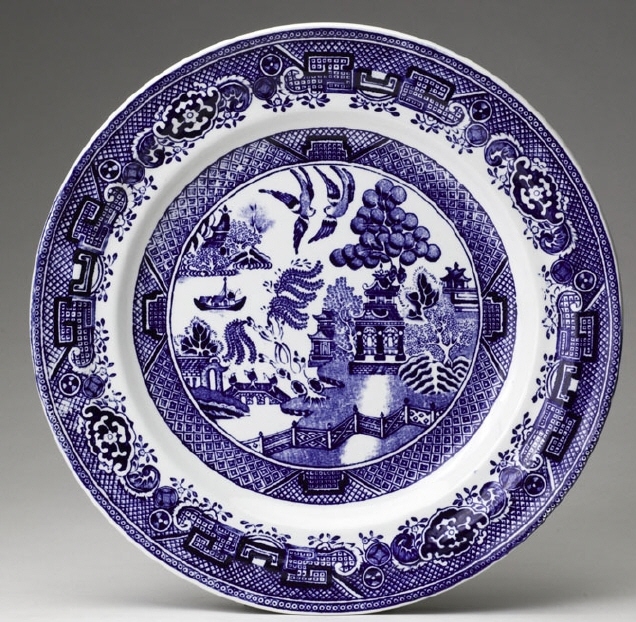
Flintgods med ”Willow”-mönster tillverkades 1880–1901 och 1916–1933.

Namnet Gustavsberg kommer från det tegelbruk som anlades på 1600-talet av Maria Sofia De la Gardie vid den egna egendomen i Farsta och som hon namngav efter sin make Gustav Gabrielsson Oxenstierna. Tegelbruket anlades för att kunna uppföra en herrgårdsbyggnad men fick avkastning när Stockholm byggdes ut. Namnet på godset var Farsta och båda namnen användes parallellt fram till att det delades upp i början av 1800-talet: godset blev Farsta och fabriken Gustavsberg. 1821 köptes egendomen av Johan Olof Wennberg och grosshandlaren Johan Herman Öhman för att fortsätta tillverkningen av tegel, men efter några år beslöts att satsa på porslin. Gustavsberg var även senare verksamt inom tegel, bland annat genom att äga Mälardalens tegelbruk.
Gustavsbergs porslinsfabriks historia började i februari 1825 genom att kommerserådet Johan Olof Wennberg och grosshandlaren Johan Herman Öhman inrättade ett bolag för ”porslinstillverkning” på den av Öhman 1821 inköpta egendomen Farsta med det underlydande Gustavsberg på Värmdö. I mars samma år beviljades deras fabrik privilegier av kommerskollegium. Fram till 1830 byggdes 36 byggnader i form av fabriker och bostäder. Den äldsta delen som finns kvar är Gula byggningen från 1826.
Öhman inköpte tillverkningsutrustning av Fredrik Rohde (1781–1840), som inköpt utrustning från den tidigare Bredsjö porslinsfabrik i Järlåsa, men misslyckats med att etablera ny produktion på gården Fredriksdal i Uppland. Rohde ingick som delägare i Gustavsbergsfabriken, och 1827 skedde den första provbränningen. Leran från Tyskland gick under namnet kölnisk lera. Resultat blev inte det önskade, och man startade strax en stödverksamhet – vaxljustillverkning – för att kunna hålla produktionen i gång. Redan samma år lämnade Wennberg bolaget och Öhman tvingades ombilda bolaget under namnet Gustafsbergs Fabriks Bolag, med Fredrik Rodhe som anställd sakkunnig driftschef och med H.J. Oldenburg och bergmekanikus Gustaf af Uhr som nya delägare. Rohde fick avgå när kvalitén på porslinet inte förbättrades, och han ersattes av Karl Berger som arbetat vid KPM i Berlin. Berger moderniserade fabriken men lyckade inte höja kvalitén och fick lämna fabriken varpå Rohde kom tillbaka som verkmästare. Rodhe ersattes 1828 av Karl Hammarstrand, och samma år avskedades Öhman som disponent bland annat för att han ansågs prioritera fel och inte skötte verksamheten: han hade låtit bygga ut ortens värdshus men engagerade sig inte i att låta bygga en damm i Kvarnströmmen. Bolaget hade stora problem med att Kvarnströmmen inte räckte till för produktionen.

### Uppgång under Godenius

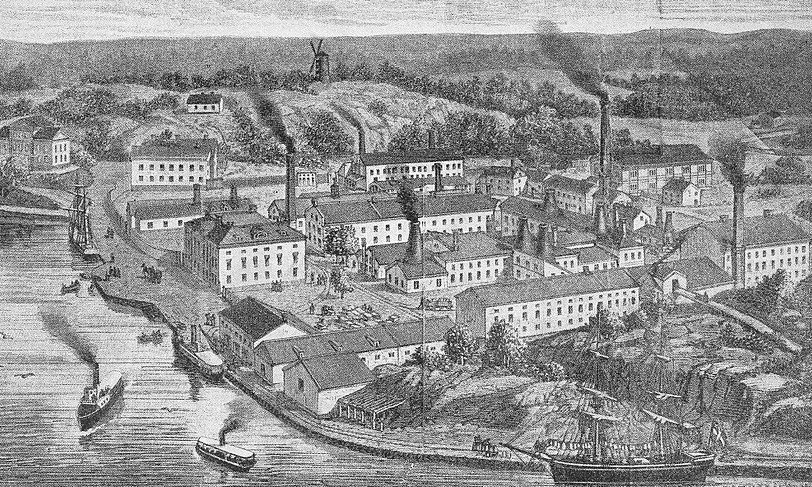
Gustavsbergs Porslinsfabrik kring 1870.

Redan på 1830-talet hade man 150 anställda men problem fortsatte och ledde till att en stor andel av det tillverkade godset kasserades. 1838 såldes bolaget på en offentlig auktion. Gustavsbergs fabrikers intressenter bildades med Samuel Godenius och Simon Nordström som huvudmän. Rohde, som en tredje gång blivit verkmästare, ersattes av Gregory Holden när Gustavsberg lyckats värva engelska porslinsmedarbetare. 1839 kom en vändning, då man övergick från tyska leror och i stället satsade på engelska råvaror och metoder. Leran började tas från Cornwall och samtidigt engagerades engelska arbetare. Engelsmannen Georg Barlow tog över den tekniska ledningen 1857. Barlow spelade en viktig roll i Gustavsbergs utveckling tekniskt och konstnärligt. Förändringen innebar också att man ändrade sin märkning och införde ett ankare som sitt produktmärke, efter engelsk förebild. I samband med detta löstes det gamla bolaget upp och fabriken köptes upp av Gustavsbergs Fabriks intressenter.
Redan 1832 hade en ångmaskin installerats vid fabriken, och på 1840-talet inköpte man även en hjulångare för att kunna säkra sina transporter. Verkmästaren Gregory Holden arbetade framgångsrikt för Gustavsberg med flera populära dekorer men blev 1845 värvad över till konkurrenten Rörstrand. Holden tog med sig yrkeskunskap och kunskaper om Gustavsbergs tillverkning och planer för kommande år, och värvningen försämrade relationerna mellan de två tillverkarna.
1846–1850 hade Gustavsberg ekonomiska problem och produktionen låg under perioder nere. 1854 lanserades flintgods i bättre kvalité och 1864 började tillverkningen av benporslin. 1869 följde tillverkningen av majolikaporslin. Gustavsberg gjorde även exportförsök där porslin skickades till Åbo och Helsingfors men även så långt bort som Batavia och Sydney.
Samuel Godenius (genom sin firma Godenius & Co)  blev ensam ägare till Gustavsberg 1850. Godenius köpte Gustavsberg på en offentlig auktion 1850 för 40 000 riksdaler och kostnaden blev totalt 190 000 riksdaler med fordringar, varulager och inventarier. Då hade bolaget året innan bjudits ut för 267 000 riksdaler utan att hitta en köpare. Under Godenius ledning stabiliserades företaget, och grunden lades till det storföretag som Gustavsberg skulle bli vid seklets slut. 1850–1854 var Johan Georg Gentele disponent och teknisk chef och tekniska framsteg gjordes. Gentele lyckades driva upp produktiviteten men hans impopularitet bland arbetarna tvingade bort honom. Under hans tid inträffade bland annat ett arbetaruppror i Gustavsberg 1850.
1863 besökte Karl XV Gustavsberg och beställde en stor servis. Nu började Gustavsberg med benporslin. 1866 följde deltagande vid Skandinaviska konst- och industriutställningen i Stockholm och världsutställningen i Paris. 1868 rekryterade Gustavsbergs porslinsfabrik arkitekt Magnus Isæus och professor August Malmström för att få konstnärlig kompetens till företaget.

### Bruksorten under familjen Odelberg

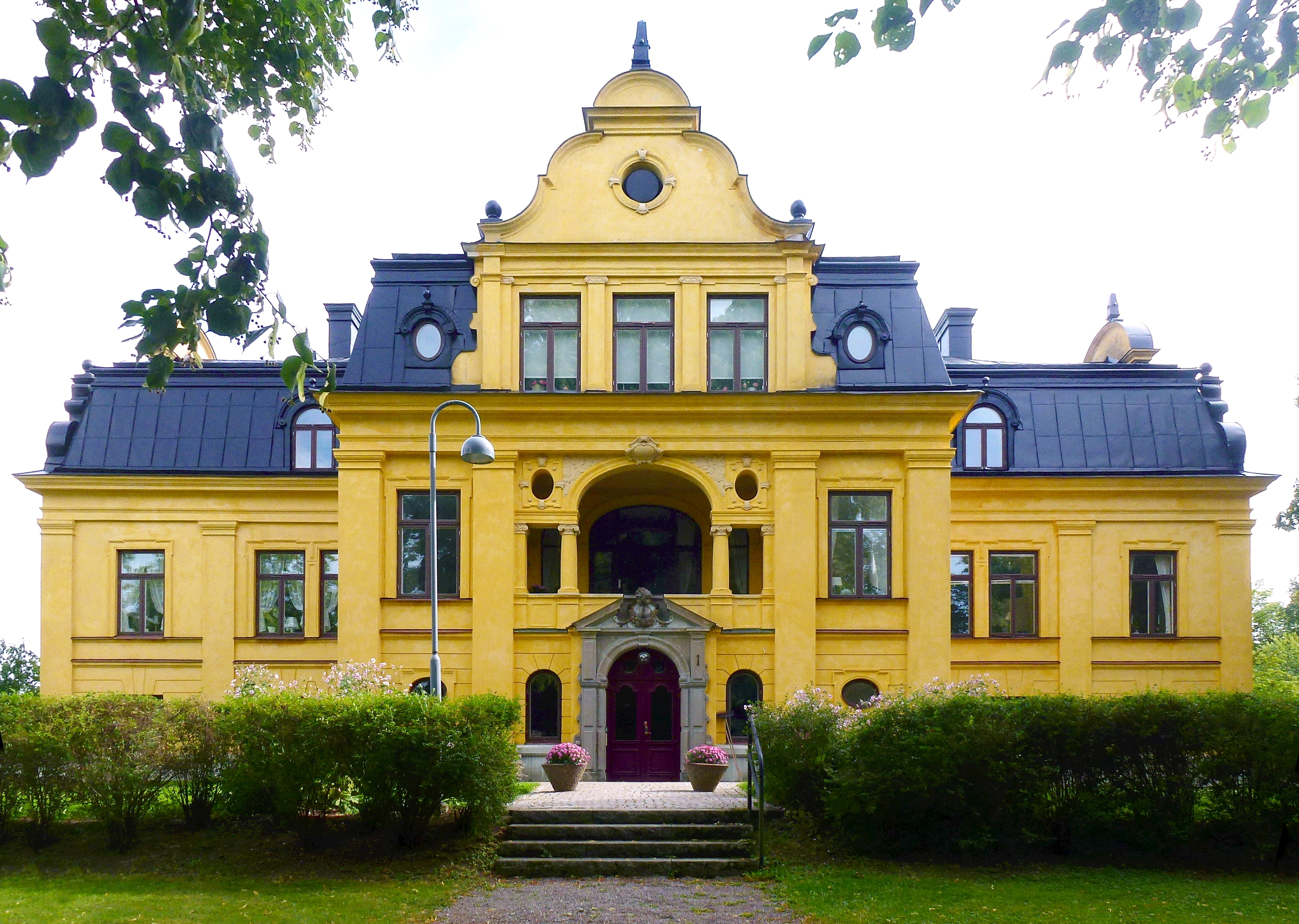
Farsta slott var Odelbergs bostad i Gustavsberg.

Den snabbt växande bruksorten kom att domineras av progressiva brukspatroner som gjorde Gustavsberg till ett mönstersamhälle. Den mest betydande av dessa blev Wilhelm Odelberg som var verksam från 1869 till sin död 1924 och som även var konservativ riksdagsman. Odelberg var svärson till Samuel Godenius och anställdes 1869 som disponent. Odelbergs tillträde märktes genom moderniseringar och ökad omsättning – under 1870-talets första år fördubblades den. Under Odelbergs första tio år fördubblades antalet anställda från 300 till 600. Odelberg var också den som startade bolagets rederiverksamhet och utökade den genom att köpa in fler båtar. Telegrafförbindelse upprättades 1872 och de första telefonerna följde 1878.
Under 1870-talet började Gustavsberg fira konstnärliga framgångar. Bakgrunden var debaclet vid Konst- och industriutställningen i London 1871 där porslinet fick usla omdömen. Isæus och Malmström skapade som ett alternativ  serviser i fornnordisk stil. En annan viktig milstolpe blev porslinsserien Blå blom, som kom att bli Gustavsbergs definitiva och  tillverkades oavbrutet från 1874 till 2006. Företaget utvecklades genom att utländska specialister rekryterades och tekniska förbättringar genomfördes. Resultatet blev att Gustavsberg firade framgångar på utställningar i Moskva, Köpenhamn, Wien, Drammen och Bogotá. I Ryssland mottog Gustavsberg guldmedalj och Drammen-utställningen ledde till stor export till Norge.

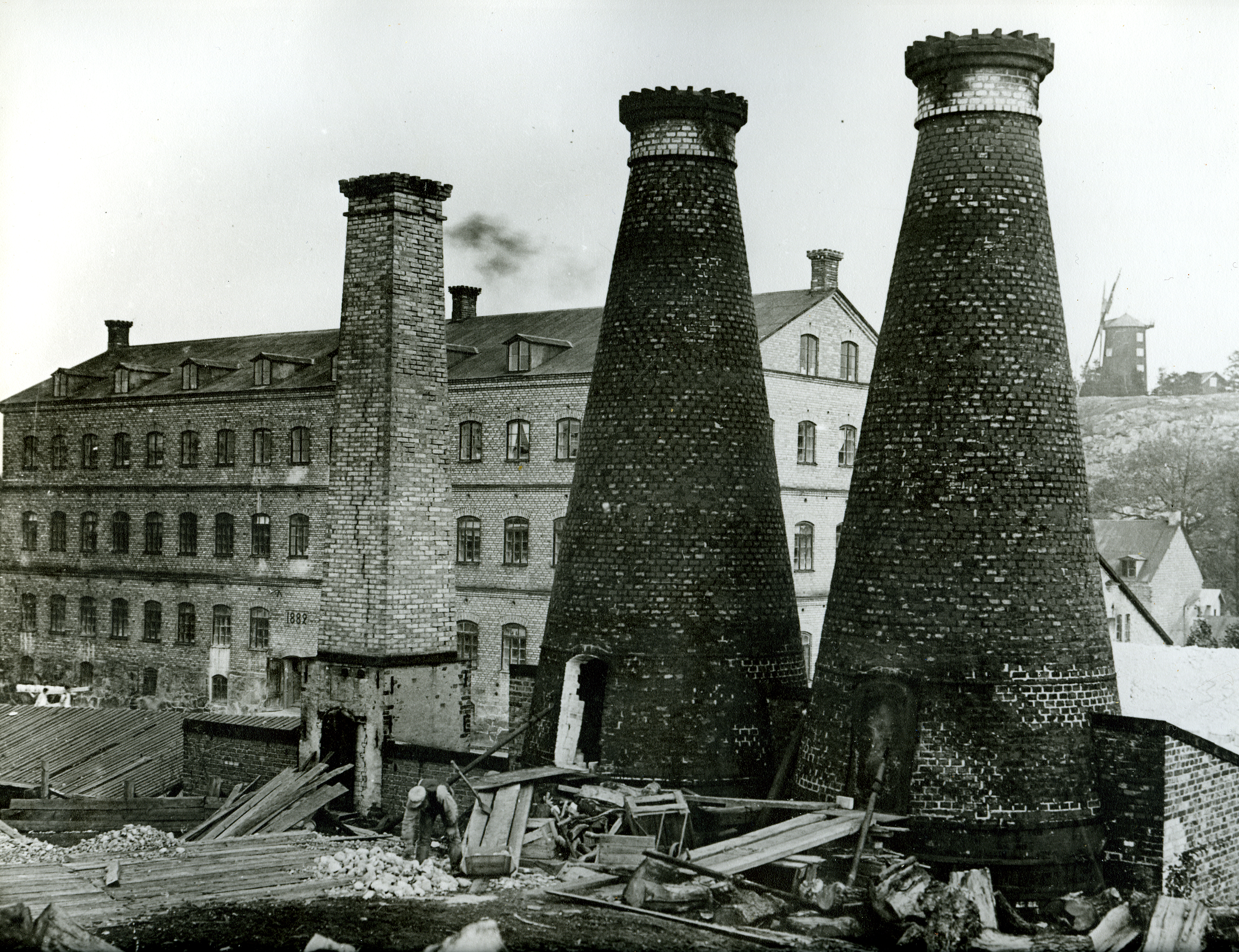
Flintugnarna vid Gustavsbergs porslinsfabrik 1883.
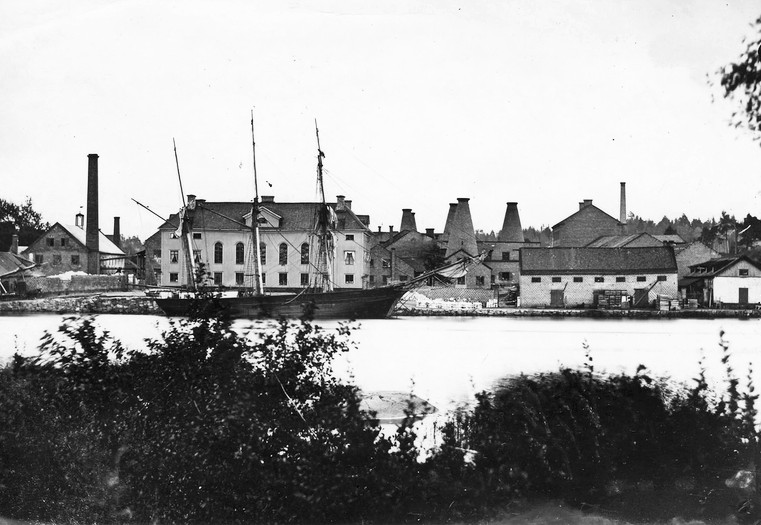
Gustavsbergs hamn och porslinsfabrik på 1890-talet.

Odelberg hade stor betydelse för fabrikens utveckling då han införde sociala inrättningar för att förbättra arbetarnas villkor, främst genom att bygga arbetarbostäder men även genom en livsmedelsaffär för de anställda. Han förnyade även tillverkningen i fabriken, såväl tekniskt som konstnärligt. 1875 blev Gustavsbergs ett aktiebolag och 1878 tog familjen Odelberg över aktierna i bolaget när Samuel Godenius hamnade på obestånd. På 1890-talet arbetade 900 personer på Gustavsberg och av dessa var 15 procent barn. Barnen började arbeta i fabriken från elva års ålder. Barnen var billig arbetskraft. På kvällarna fick de gå i rit- eller slöjdskola. 1898 stod ett nytt huvudkontor klart efter ritningar av Johan Laurentz. Gula byggningen kom då att kallas Gamla kontoret. På 1890-talet byggdes även det vattenhjul som fortfarande kan ses på det tidigare fabriksområdet. Hjulet byggdes under ledning av byggmästaren Carl Viktor Danielsson. 1895 började Axel Odelberg i bolaget och inledde en modernisering, bland annat genom att låta uppföra ett elkraftverk. Från 1905 fick fabriken sin elförsörjning från Kattholmens kraftverk innan Gustavsberg anslöts till Älvkarlebynätet 1921.
Wilhelm Odelberg styrde över Gustavsberg i en patriarkalisk anda och för att slippa inblandning från Värmdös kommunalpolitiker såg han till att Gustavsberg bildade en egen kommun 1902. Villkoren för arbetarna var då så goda i Gustavsberg att det dröjde till 1919 innan en fackförening bildades där, nästan en mansålder senare än i övriga Sverige. Dess bildande sågs med oblida ögon från fabriksledningen. Gustafsbergs Fabriks Uppköpsförening AB var ett företag som bildades av Gustavsbergs porslinsfabriks ledning som ett led i att förbättra arbetarnas levnadsstandard. Föreningen upplöstes 1919 och i stället bildades Gustavsbergs Konsumtionsförening U.P.A., som övertog verksamheten.

### Konstnärerna och Gustavsberg

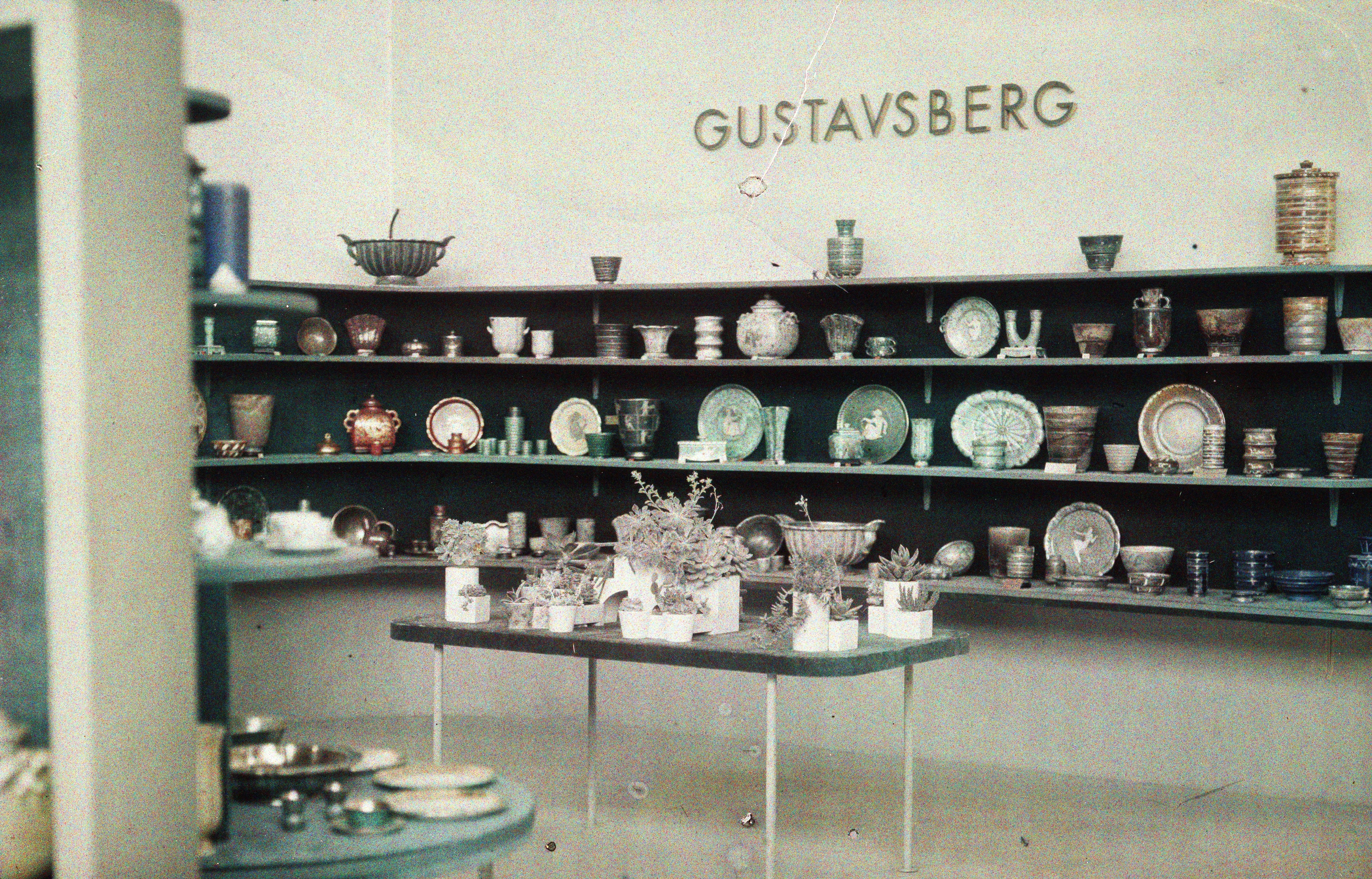
Stockholmsutställningen 1930.

Under Wilhelm Odelbergs tid började man knyta betydande konstnärer till fabriken, främst bland dessa märks Gunnar G:son Wennerberg och Herman Neujd. Särskilt Wennerberg kom att sätta sin prägel på produktionen med sina alster. Han kom  till Gustavsbergs porslinsfabrik år 1895 som mönstertecknare och konstnärlig ledare och kom att formge en rad serviser för fabriken fram till 1908. Gustavsberg gjorde en stor satsning på Stockholmsutställningen 1897. Wennerbergs företrädare som konstnär vid fabriken var Helmer Osslund kommit till Gustavsberg 1890. Han inspirerades av naturen och lämnade Gustavsberg 1894 för att arbeta som fri konstnär och blev en känd landskapstolkare. Josef Ekberg blev ny konstnärlig ledare efter Wennerberg 1908. Ekberg som var bördig från Värmdö började redan som tolvåring på Gustavsberg 1889. Tillsammans med Wennerberg utvecklade han sin sgraffitoteknik och duon representerade bolaget på Världsutställningen i Paris år 1900. 1910 anställdes även den första kvinnliga konstnären, Beata Mårtensson.
1899 tog Wilhelm Odelbergs son Axel Odelberg över uppgiften som överingenjör. Under hans ledning vidareutvecklades porslinsfabrikens produktionsmetoder och maskinpark. Bland annat visade han elektricitetens överlägsenhet över ångkraften, och så infördes elektrisk bränning på Gustavsberg år 1925. Odelberg ville även förnya produktsortimentet och började tillämpa Svenska Slöjdföreningens program för ”Vackrare vardagsvara”. På hans initiativ anställdes 1917 konstnären Wilhelm Kåge, vars formgivning resulterade i internationellt uppmärksammat vardagsporslin för den breda allmänheten. Wilhelm Kåge övertog rollen som konstnärlig ledare vid fabriken efter att ha representerats på Hemutställningen 1917 med bland annat ”arbetarservisen” Liljeblå. Hans uppdrag var att sätta en konstnärlig prägel på företages bruksföremål enligt slogan ”Vackrare vardagsvara”. Kåge experimenterade fram nya glasyrer och dekorer och formgav ett trettiotal serviser, däribland vardagsporslinet Pyro, ett ugnssäkert porslin. Han framställde även konstgods i färgglada fajanser och stengods som Argenta, med grön kopparglasyr och silverdekor. Helmer Ringström arbetade under Wilhelm Kåge bland annat med Argenta-serien och ingick i konstnärsgruppen vid Gustavsbergs porslinsfabrik. År 1934 kom Berndt Friberg till Gustavsberg, där han verkade fram till sin död 1981. Friberg var vida berömd för sin skicklighet och fick många priser för sina arbeten.

### Kooperativa Förbundet
De svenska porslinsfabrikerna bildade under 1920-talet en kartell som gick under namnet De svenska porslinsfabrikerna. Utöver Gustavsberg ingick Rörstrands Porslinsfabrik, Gefle porslinsfabrik, AB Lidköpings porslinsfabrik (ALP), Karlskrona Porslinsfabrik och Upsala-Ekeby. Kartellen skulle visa sig slå fel då konkurrensen upphörde och nödvändiga rationaliseringar och investeringar uteblev. Under 1920-talet hade branschen hamnat i en djup kris när billigare porslin började importeras, vilket ledde till omstruktureringar i branschen. Bland annat lade konkurrenten Rörstrand ner sin tillverkning i Stockholm. Gustavsberg satsade på att modernisera och rationalisera verksamheten. Gustavsbergs hushållsporslin exporterades inte i stor omfattning. Porslinet såldes till Danmark och Norge och under mellankrigstiden fanns en exportverksamhet till Storbritannien. Det såldes också Gustavsbergsporslin i USA och Sydamerika men med små framgångar. Efter att fadern avlidit tog Axel Odelberg 1924 över som styrelseordförande för fabrikens aktiebolag och brodern Victor blev verkställande direktör, poster som de båda innehade till 1937. Då valde de att sälja till Kooperativa förbundet (KF), som under 1930-talet blivit Gustavsbergs största kund. Köpesumman var 3,65 miljoner kronor. I köpet ingick även samhället, lantbruk, skogar och rederiverksamhet.

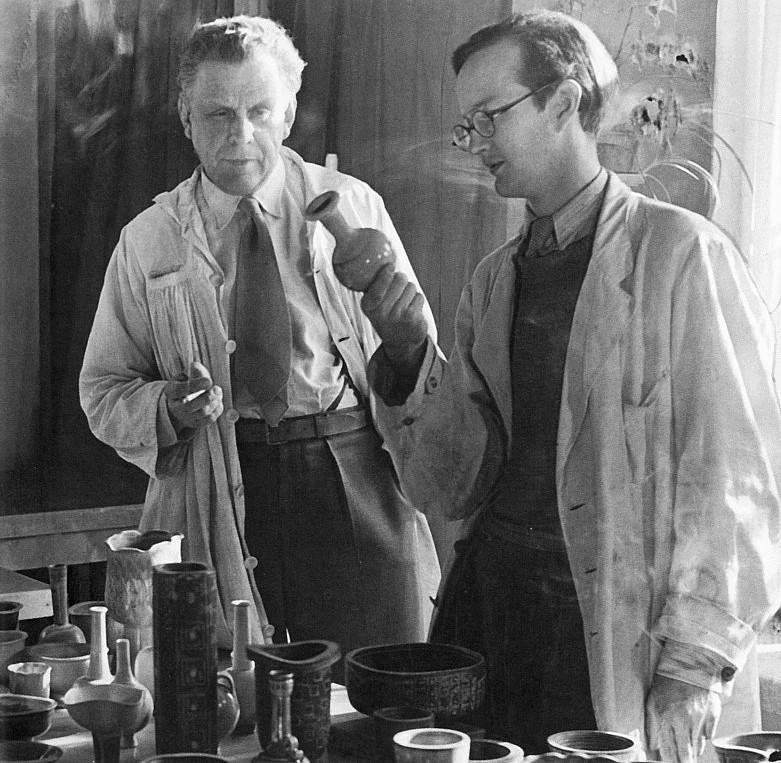
Wilhelm Kåge (t.v.) och Stig Lindberg på Gustavsberg, ca 1938.

Anledningen till försäljningen var att Gustavsberg gick dåligt ekonomiskt och framtiden som självständigt företag var oviss. Det fanns även stora behov av investeringar. 1934 hade ledningen varnat för ekonomisk ruin och beskrev en mördande konkurrens från de utländska konkurrenterna. Bolaget gick med förlust 1934, 1936 och 1937. Mot bröderna Odelbergs principer togs lån för att kunna finansiera moderniseringen med nya tunnelugnar gick i drift 1935 och användes fram till mitten av 1980-talet. Moderniseringen  planerades av Hjalmar Olson tillsammans med en ingenjör från keramikugnstillverkaren Kerabedarf. Efter KF:s köp av fabriken blev Olson VD och kom att stanna på posten till 1969.
Bakgrunden till moderniseringsbehovet var delvis arbetsmiljön. Under 1930-talet fanns ett svårartat och utbrett hälsoproblem, silikos (stendammlunga eller lokalt ”porslinslunga”) som drabbade många. Hjalmar Olson konstaterade att fabriken var 20 år efter i utvecklingen. KF, med Albin Johansson som chef, sågs som en ägare med resurser att bland annat modernisera det nedgångna bostadsbeståndet och att genomföra investeringar i fabriken.  När KF tog över arbetade omkring 800 personer vid fabriken.
Gustavsberg kom att behålla karaktären av ett brukssamhälle även efter att KF tagit över verksamheten. Ingenstans i Sverige blev kooperationen och dess idéer starkare än i Gustavsberg. De gamla omoderna bostäderna renoverades och nya byggdes som hyresbostäder. Kooperativa förbundets arkitektkontors Olof Thunström ansvarade för en generalplan och ritade merparten av de nya fabriksbyggnaderna och bostäderna. På 1950-talet och senare uppfördes egna hem och områden med bostadsrättslägenheter. Gustavsberg fick nya bostäder och bostadsområden i takt med att fabriken expanderade. I privata entreprenörers frånvaro fick Gustavsberg sin egenart av ett kooperativt samhälle, där fabriksledningen och kommunledningen ofta hade gemensamma intressen i samhällsbygget. Exempelvis uppfördes många bostäder liksom Kvarnbergsskolan och kommunalhuset Runda Huset av fabrikens byggnadsavdelning.
1944 antogs namnet AB Gustavsbergs Fabriker. Mälardalens tegelbruk köptes av KF 1947 och insorterades tillsammans med det nystartade AB Centrifugalrör i AB Gustavsbergs fabriker. Rörtillverkningen finns (2016) kvar i det fristående bolaget Gustavsberg Rörsystem AB. 1950 arbetade 1 500 personer på Gustavsbergs fabriker. På 1940-talet började Gustavsberg tillverka kyldiskar för KF och andra företag. Man tillverkade en rad olika varianter och verksamhetsgrenen växte kraftigt fram till 1960-talet med den stora efterfrågan på kyldiskar till snabbköp och stormarknader. Tillverkningen skedde inledningsvis i Gamla verkstadshuset, från 1960 på Sanitetsfabriken och senare på Badkarsfabriken.

### Satsning på sanitetsporslin

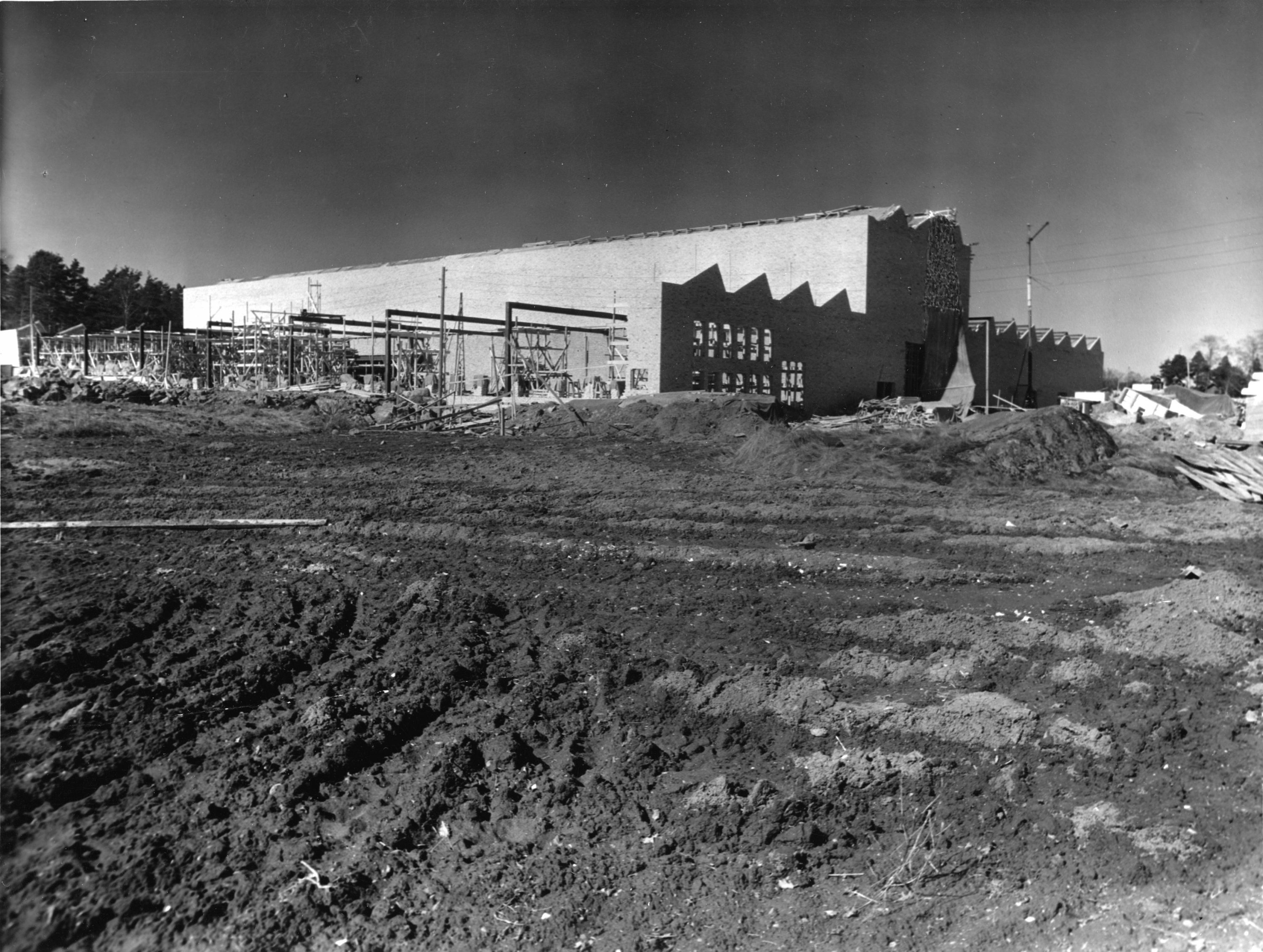
Sanitetsporslinsfabriken under uppförande.

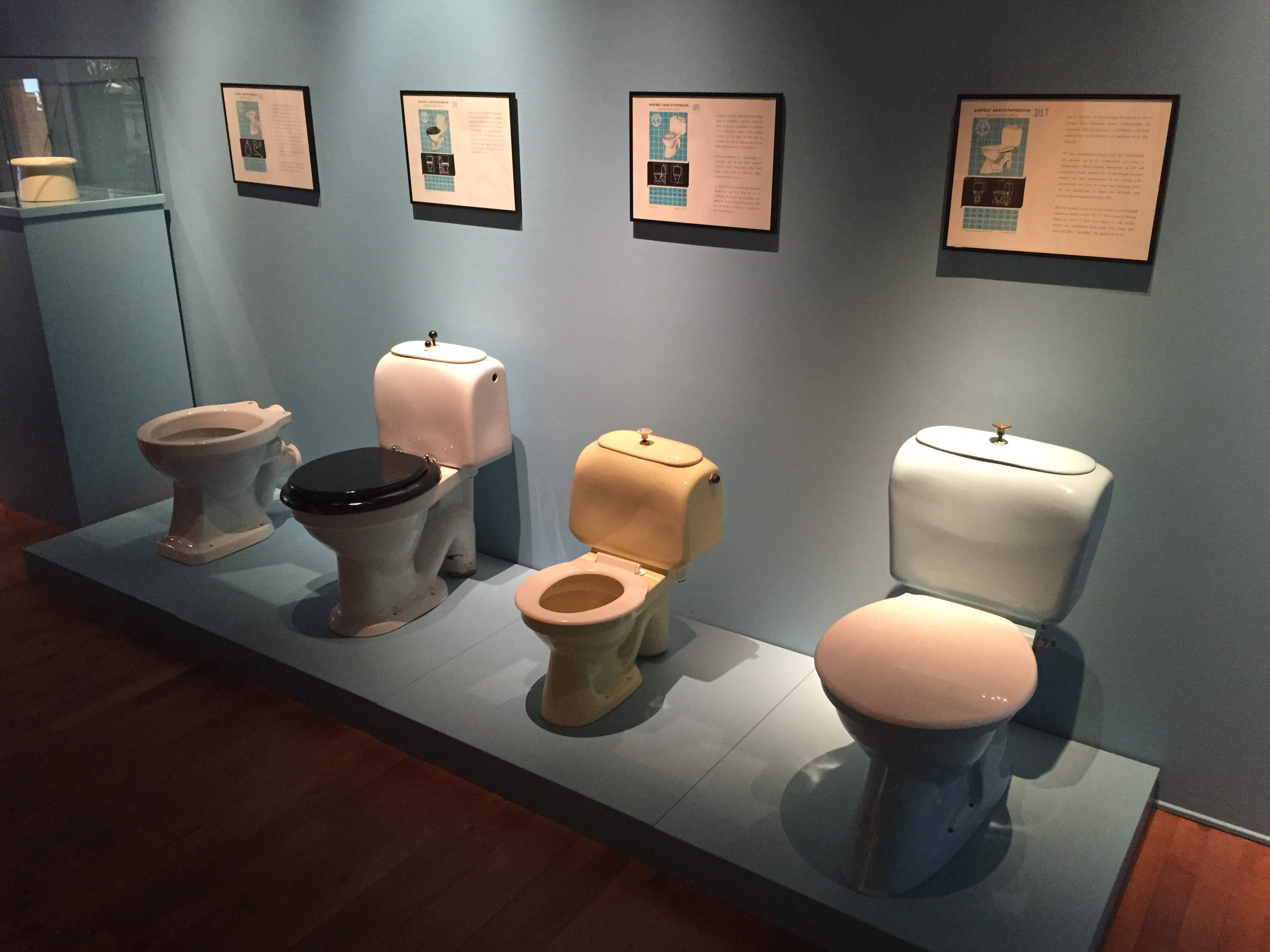
Fyra olika toalettmodeller från Gustavsberg.

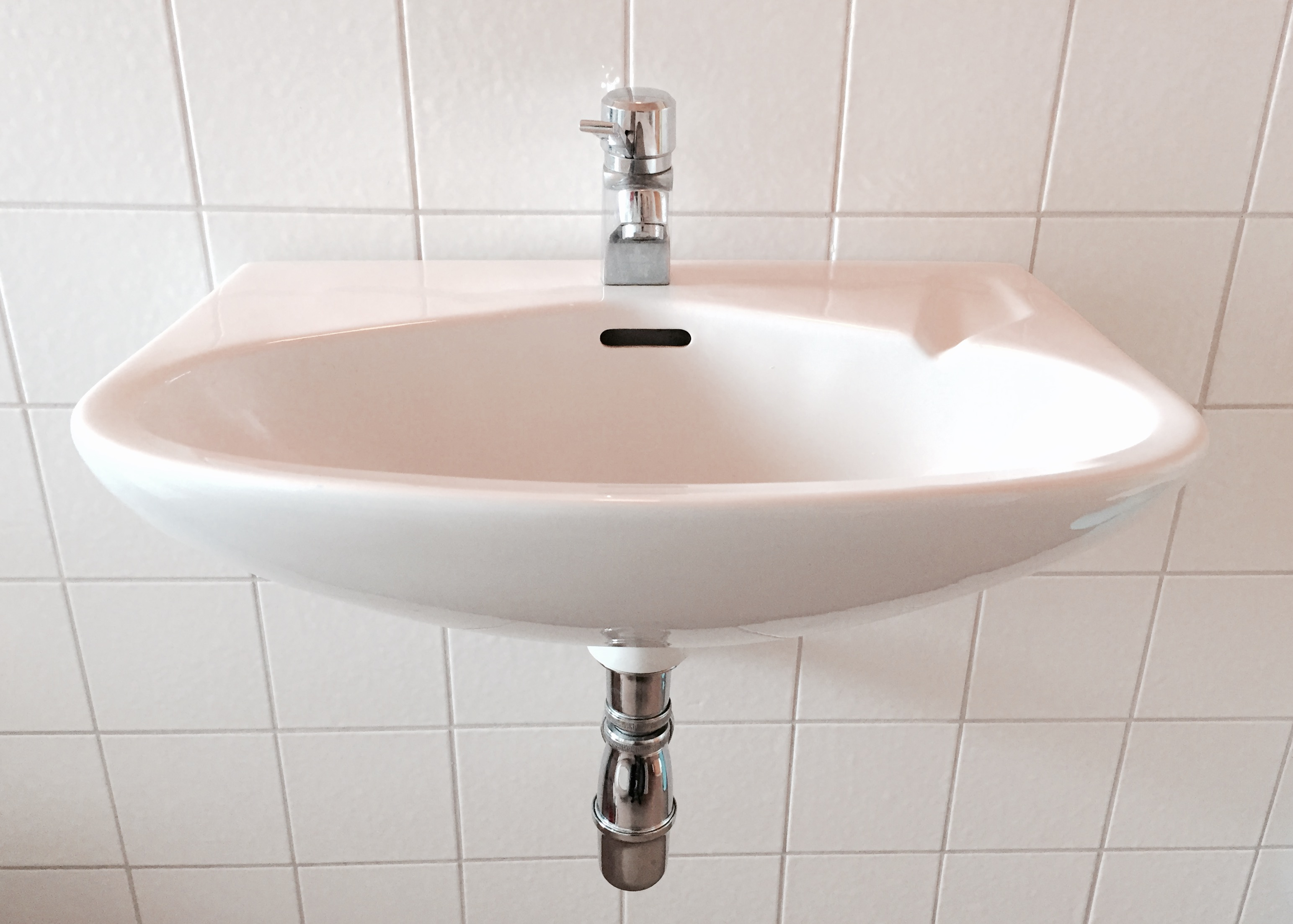
Carl-Arne Breger formgav Gustavsbergs mest säljande handfat, modell 525, som lanserades 1953.

1939 startade tillverkningen av sanitetsporslin i större omfattning då en ny fabrik uppfördes efter KF:s köp av bolaget. Sanitetsporslinsfabriken planerades av Kerabedarf i Berlin, samma bolag som levererat tunnelugnarna på 1930-talet. Olof Thunström stod för arkitekturen. Tidigare hade Gustavsberg sporadiskt tillverkat sanitetsporslin men under 1930-talet gick bolaget i bräschen för högre kvalitet på sanitetsporslin. Den toalettmodell som ditintills erbjudits var en enkel, högspolande variant men nu skulle bolaget utveckla modernare toalettstolar. Gustavsberg inledde kampanjer för att avancera till Sveriges ledande VVS-tillverkare och för en hygienisk standardhöjning i Sverige, och man marknadsförde sig som en industri i folkhälsans tjänst när gamla toaletter av dålig kvalité skulle ersättas av nya moderna modeller. En stor annonskampanj var "Förlåt en indiskret fråga" Olof Thunström författade även böcker kopplade till Gustavsbergs tillverkning: Toaletter och badrum (1942) och Bad i hemmet förr och nu (1946). Toaletter och badrum skrevs på uppdrag av Gustavsberg.  Under andra världskriget minskade försäljning av sanitetsporslin som en följd av att byggandet stannade av, men efter kriget kom en förnyad efterfrågan med nya stora bostadsprojekt. 1949 nåddes målet om att tillverka 100 000 toalettstolar per år, och 1954 var sanitetstillverkningen den viktigaste delen av Gustavsberg både ekonomiskt och volymmässigt.  Under 1960-talets högkonjunktur tillverkades 200 000 toalettstolar per år.
Den första produkten i den nya satsningen var tvättställsmodellen 502 som kom att tillverkas fram till 1950-talet. 1940 lanserades den första lågspolande toaletten, modell 306, som patenterades. Uppfinnare var Axel Nilsson. Carl-Arne Breger formgav Gustavsbergs mest säljande handfat, modell 525, som lanserades 1953. 525 blev en stor framgång genom att vara det första handfatet utan kant (svulst) som tidigare ansetts ett måste för stabiliteten. 1953 lanserades även toalettstolen 315 som var en vidareutveckling av modellen 306 med förbättrad spolteknik. 315 blev en långkörare och tillverkades fram till 1977. 315T var fortfarande under 1970-talet Sveriges mest sålda toalettstol.
Den tekniska chefen för sanitet var Eugen Altman som tidigare varit teknisk chef på porslinsfabriken Società Ceramica Italiana i Laveno i Italien men som jude tvingats fly fascistregimen. Altman värvades av Gustavsbergs vd Hjalmar Olson då Gustavsberg saknade kompetens inom sanitet. Altman hade bland annat meriter från Rosenthal i Tyskland. När han tillträdde som chef 1939 var det för både hushålls- och sanitetsfabriken. Eugen Altman var fabrikschef 1939–1942 och teknisk direktör 1939–1950. Det var också Altman som tog med sig de första italienska arbetarna till Gustavsberg, Cesare Rossi och Giuseppe Villa. Efter kriget värvades ytterligare yrkesskickliga från fabriken i Laveno-Mombello och en italiensk koloni bildades i Gustavsberg.
Altman fick en stor betydelse när tillverkningen rationaliserades och när nya fabriker byggdes. Altman planerade bland annat tillsammans med Olof Thunström den nya moderna hushållsporslinsfabriken, där alla arbetsmoment kunde samlas under ett tak. Den nya fabriken som byggdes under 1940-talets första hälft och stod färdig 1946 innebar att äldre fabriksbebyggelse revs.
Professorn i keramik Walter Steger blev verksam vid Gustavsbergs fabriker 1948 som forskare och forskningschef och löste flera problem i produktionen.

### Badkarsfabriken

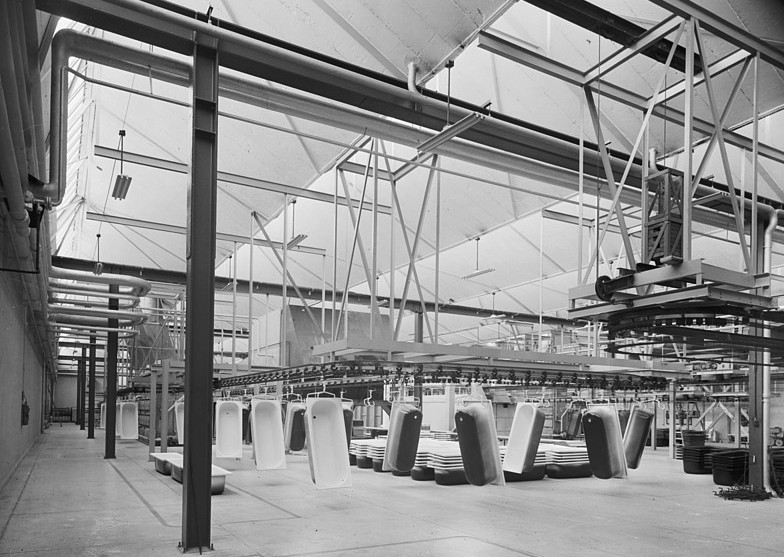
Badkarstillverkning, 1948.

1946 började man uppföra en badkarsfabrik och 1947 började tillverkningen av formpressade badkar i plåt som kom att dominera badkarsmarknaden i Sverige. Kompetensen för badkarstillverkningen hämtades från USA. Gustavsberg kontaktade Mullins (W.H. Mullins Company) i Salem i Ohio som tillverkade pressade plåtdetaljer för den amerikanska bilindustrin. Mullins stod för pressningsverktyg, planeringen av fabriken (som ritades av Olle Thunström) och lånade ut anställda som kunde tillverkningen. 31 december 1947 tillverkades det första badkaret i Gustavsberg. Det första badkaret signerades med datumet av chefen för badkarsfabriken Waldemar Wahlgren. Den första modellen fick sina mått baserade på värnpliktigas längd. Den största kunden var HSB. I juni 1948 var badkarsfabriken helt färdigbyggd med press- och emaljverk. 1948–1954 tillverkades 250 000 badkar. Först kom plåten från USA men sedan blev Domnarvets järnverk leverantör. Senare köptes lättare plåt in från Frankrike.
Badkarstillverkningen automatiserades under 1960-talet vilket innebar högre produktion genom bland annat conveyorsystem. Tunga lyft i arbetsmomenten kunde tas bort. 1963 installerades en automatisk presslinje och 1969 ersattes den manuella sprutningen av robotar. Samtidigt byggdes fabriken ut för att bland annat tillverka pannor. Badkarstillverkningen nådde en topp i årsproduktion 1968 då 130 000 kar tillverkades. Badkarsfabriken kom även att tillverka värmepannor och senare  reningsverk, duschkabiner och mulltoaletter.

### Plastfabriken

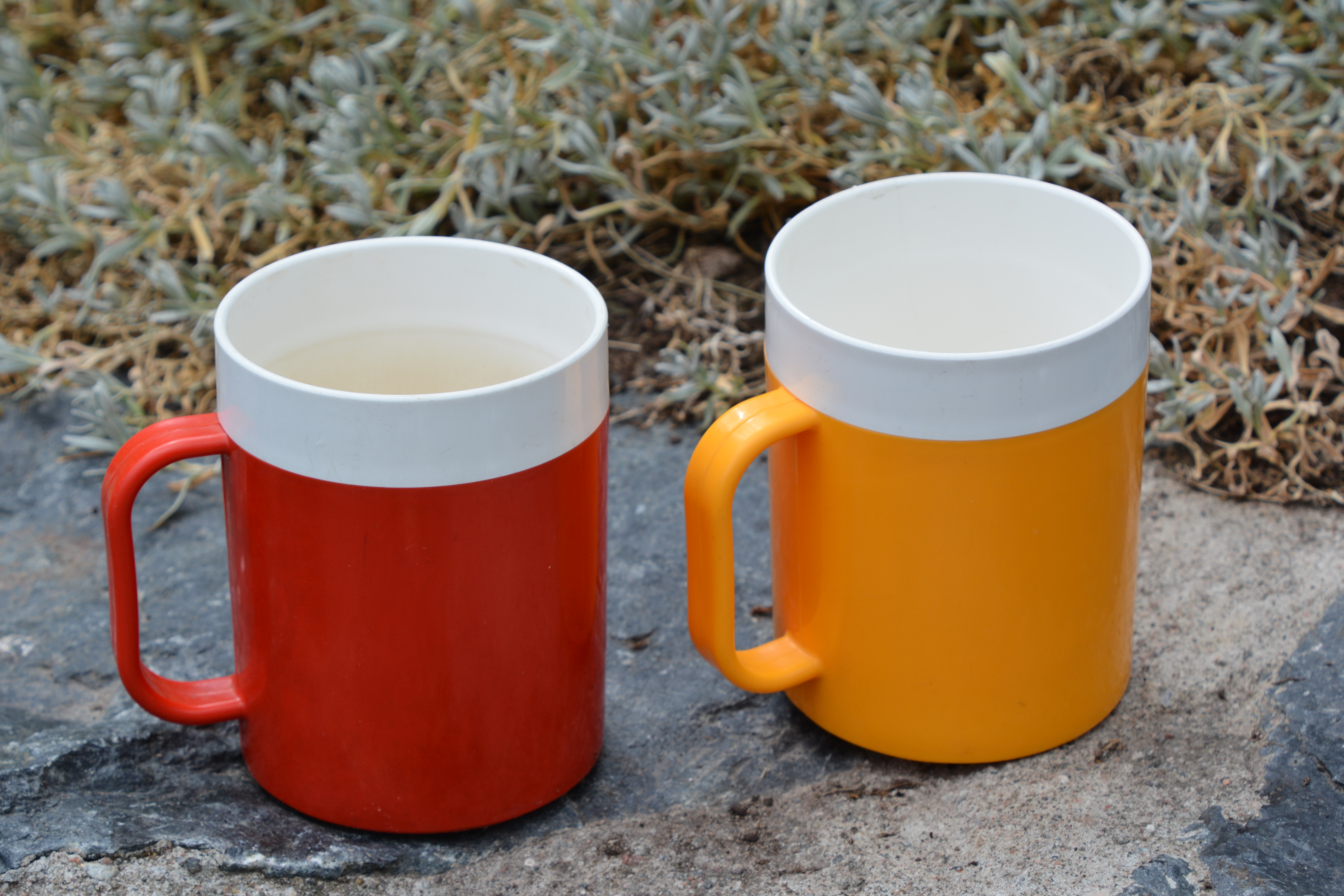
Plastmuggar formgivna av Sven-Eric Juhlin 1972.

I slutet av andra världskriget påbörjades en satsning på plast då Gustavsberg insåg att många av produkterna inom hushållsporslin skulle komma att ersättas av plast. Man såg också en stor marknad för plast inom bygg- (VVS) och verkstadsindustrin. Tore Forsman blev den första chefen för plastfabriken och skickades till USA för att studera plasttillverkning. Plasttillverkningen grundades 1945 som Gustavsbergs plastfabrik (PLF). De första produkterna var härdplastdetaljer till elindustrin. 1950 startade tillverkningen av hushållsprodukter i plast, och en av de första produkterna var måttsatsen som togs fram tillsammans med KF:s provkök.
Stig Lindberg formgav bland annat termosar, serveringsbrickor, serviser, kylskåpsburkar och en liten sparbössa i form av en hund för Handelsbanken. År 1953 anställdes Carl-Arne Breger av Lindberg. Breger hade en särskild känsla för det nya materialet och låg bakom mängder av vardagsföremål i plast som till exempel den fyrkantiga, lättburna hinken som det var lätt att hälla vatten ur. Hinken fick 1960 priset som "femtiotalets plastprodukt" och Breger fick epiteten "Mister Plast". Hans höga greppvänliga vattenkanna blev med tiden ett eftertraktat samlarföremål. En annan klassiker, som fortfarande kan köpas ny, är askkoppen Kulan formgiven av Gunnar Larson på 1970-talet.
En förgrundsfigur inom Gustavsbergs plasttillverkning var Peter Pien. Peter Pien var den första helt renodlade plastformgivaren som anställdes på Gustavsberg. Pien formgav plastprodukter och avancerade till chef för plastfabriken 1967. Pien fick när han började Gustavsberg ansvar för produktutvecklingen inom plast och utvecklade bland annat förvaringskärl i plast som blev stora försäljningsframgångar. När Pien blev chef anställde han Sven-Eric Juhlin och Per-Olof Landgren som formgivare. Sven-Eric Juhlin, känd för sitt arbeta för Ergonomidesign, bidrog under sin tid på Gustavsberg med en modern designmetodik när han började 1967. Detta innebar bland annat funktionsanalys. Juhlin kom till exempel att utveckla Brödsågen som uppmärksammades över hela världen som hjälpmedel för rörelsehindrade. Den marknadsfördes av Gustavsberg som "skärhjälpen". Brödsågen togs fram omkring 1970 och blev en försäljningssuccé och designklassiker. Juhlin utvecklade även en griptång för rörelsehindrade (1969) Juhlins dubbelväggsserie med mugg, bringare och skål tillverkades i SAN-plast och följdes upp av en mugg för barn och rörelsehindrade 1973. Barnmuggen i plast återfinns i Museum of Modern Arts samlingar. Gustavsberg och Juhlin skapar i samarbete med KF den svenska standardbutikskorgen i plast. Modellen blev stilbildade när den började tillverkas 1970 – de flesta kundkorgar i dagligvaruhandeln i Sverige är kopior av Juhlins original.
Plastfabriken var som störst 1975 med 160 anställda. Utmärkande var den andelen finländare – hälften av arbetarna kom från det östra grannlandet. Andra stora grupper kom från Jugoslavien och Portugal, och ett 30-tal arbetare var svenskar. Plastfabriken flyttades av KF till Borås 1981.

### Gustavsbergs Studio
| Stig Lindberg "Studio" |  | Stig Lindberg "Studio" |
| Stig Lindberg "Studio" |  |                        |

Wilhelm Kåge initierade 1942 konstverkstaden Gustavsbergs Studio, där han tillsammans med Stig Lindberg och Berndt Friberg utvecklade förslag till nya serier och skapade framför allt konstgods. I experimentverkstaden tog medarbetarna fram förslag till nya serier. Framför allt var det en verkstad för konstgods. Här var det "högt i tak" och konstnärerna hade stor skaparfrihet. I Dagens Nyheter beskrev konstkritikern Eva von Zweigbergk studion som "en andlig cykelväg vid sidan av massproduktionens  autostrada". Wilhelm Kåge skapade en symbol med ett "G" och en hand, som målades under varje föremål från konstverkstaden och  visade att det var en unik pjäs i begränsad upplaga.
Ursula Printz kom under 1940-talet att göra fajansfiguriner som vann Svenska Slöjdföreningens pris. Tyra Lundgren erbjöds 1940 anställning som självständig konstnär med egen ateljé vid Gustavsbergs. Där kom hon att vara verksam fram till 1950. Mari Simmulson verkade vid Gustavsberg innan hon 1949 gick över till Upsala Ekeby. Flera nya talanger kom fram hos Gustavsberg under 1950-talet. Under en period hade Gustavsberg en verkstadsskola där bland andra Krister Karlmark och Bengt Berglund kom fram som talangfulla unga konstnärer. Skolan gav unga möjligheten att prova på arbetet på Gustavsberg men kostade mycket och lades ned.

### Emaljkonsten
Emaljverkstaden där emaljkonstverk skapades öppnade 1949 som en följd av tillverkningen av badkar. Stig Lindberg menar att det var hans intresse av emaljtekniken och dess möjligheter inom konsten som startade utvecklingen. Hjalmar Olson menar att det var fabriksledningen som tog initiativet efter att ha sett emaljkonst i USA i samband med besöken där för att starta badkarstillverkningen. Chefen för badkarstillverkningen Waldemar Wahlgren återgav reaktionen: "När jag frågade Stig Lindberg om han ville komma över till fabriken och måla på plåt fick jag en blick som om jag bett honom måla staket". Lindberg kom sedan att intressera sig för möjligheterna med emaljen. Emaljkonsten firade stora framgångar under 1950-talet och verkstaden var verksam fram till 1993. Lindberg blev bland annat inbjuden av Giò Ponti att medverka i Milano-triennalen 1951. Det arrangerades även turnéer med denna nya typ av industrikonst.
Bland de konstnärerna som var verksamma med emaljkonst på badkarsfabriken hör Stig Lindberg, Eje Öberg, Karl Axel Pehrson, Endre Nemes, Egon Möller-Nielsen, Bengt Berglund, Margareta Carlstedt, Gunnar Larson, Carl Fredrik Reuterswärd, Kjartan Slettemark och Berta Hansson. Carlstedt gjorde 1964 Ebb och Flod, en 145 meter lång emaljmålning på Mälarhöjdens tunnelbanestation i södra Stockholm vilket förmodas vara Sveriges största emaljverk. Det var också i Gustavsberg som de första Guldbaggarna tillverkades 1964. Bengt Berglund kom att arbeta mycket med emaljkonsten under sina år på Gustavsberg fram till 1982. Berglund skapade bland annat emaljporten på PUB-varuhuset och väggar på Konsumbutiker. Stig Lindberg skapade en okonventionell utegrill i emaljerad plåt.

### Offentlig utsmyckning

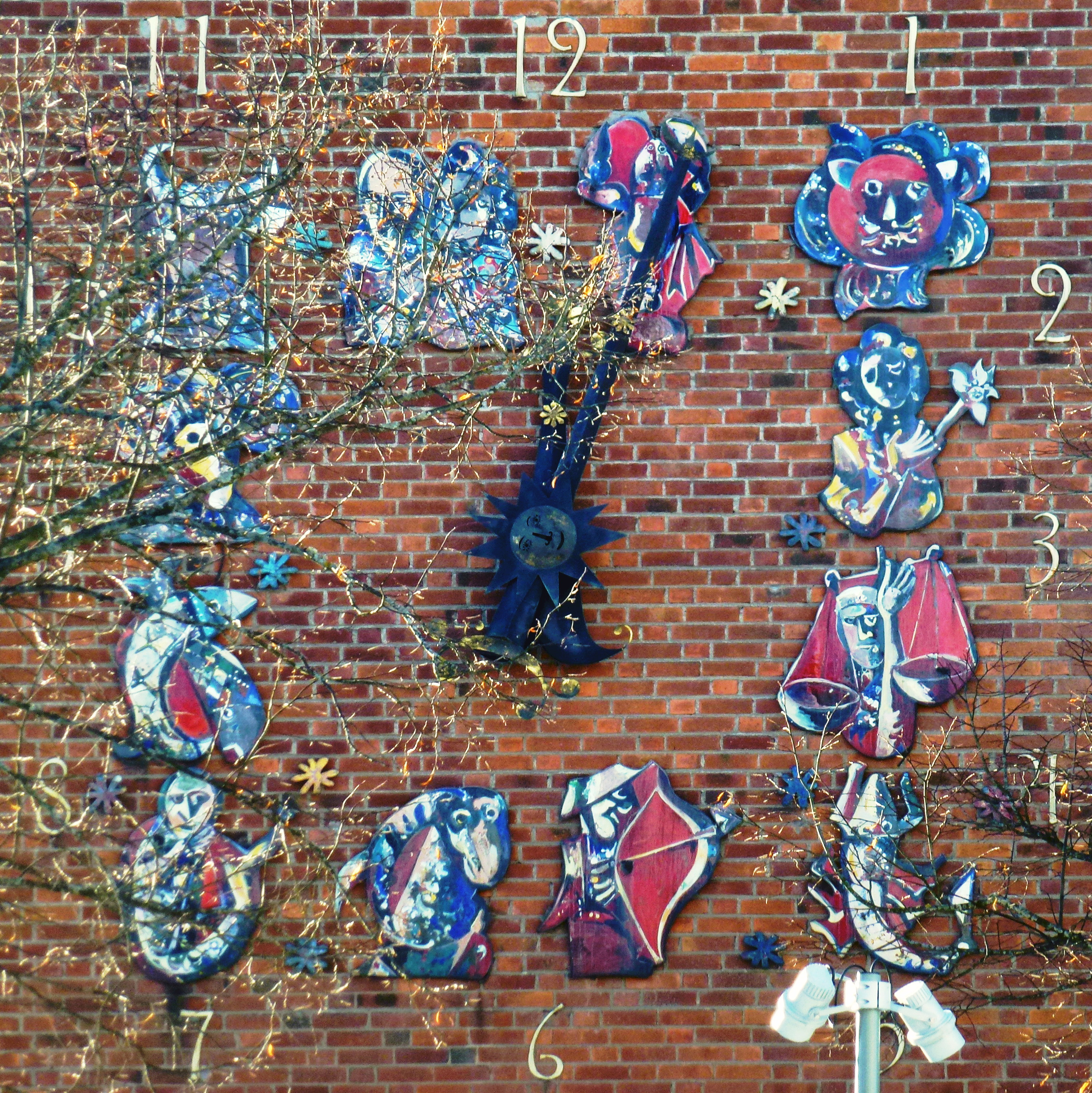
Zodiakklockan av Endre Nemes.

Från cirka 1950 engagerade sig Gustavsberg i skapandet av offentlig konst från cirka 1950. Gustavsbergs konstnärer utförde många offentliga utsmyckningar runt om i Sverige: skolor, kyrkor, folkets hus och sjukhus. Bolaget tillverkade bland annat keramiska plattor för offentlig konst och arkitektonisk utsmyckning. Anders Bruno Liljefors  introducerade tekniken med sandgjuten keramik 1955. Liljefors, verksam på Gustavsberg 1947-53 och 1955-57, gjorde flera offentliga utsmyckningar. Badkarsfabriken blev plats för emaljmåleri där kända konstnärer skapade verk. Tidiga offentlig utsmyckning från Gustavsberg är Zodiakklockan i Västertorp av Endre Nemes från 1950 och Stig Lindbergs takklocka på Solliden (Skansen) från 1952.
Det var Karin Björquist som kom att vidga keramiken inom Gustavsberg mot arkitekturen. Plattor levererades till husfasader, bland annat till NK-varuhuset i Farsta dit Farstaplattan levererades. En stor kund under 1960-talet var ägaren KF när Domusvaruhus byggdes över hela landet. Sandgjutna stengodsplattor tillverkades i Karin Björquists ateljé. Den första leveransen var till Domus i Östersund. och de levererades även till bland annat Hotel Continental i Stockholm (1962) och SKF:s huvudkontor (1966).
Karin Björquist utförde keramiska arbeten till offentlig miljö som i tunnelbanestationen Mariatorget i Stockholm och i arkitekt Peter Celsings nya Riksbankshus från 1976 vid Brunkebergstorg. Hon arbetade återkommande med KF:s arkitektkontor, bland annat med arkitekten Kjell Abramson. Björquist skapade även kakelugnar, bland annat för Sveriges ambassad i Moskva. Även Stig Lindberg skapade offentlig konst, bland annat väggutsmyckningar med ett exempel i Mitt i cirkus till matsalen på Ekedalsskolan i Gustavsberg och reliefen Folkvisan på Umeå stadsbibliotek. Han skapade även skulpturer. I Lindbergs hemstad Umeå finns skulpturgruppen Fontän av Lindberg på Renmarkstorget.

### Stig Lindberg och andra viktiga formgivare

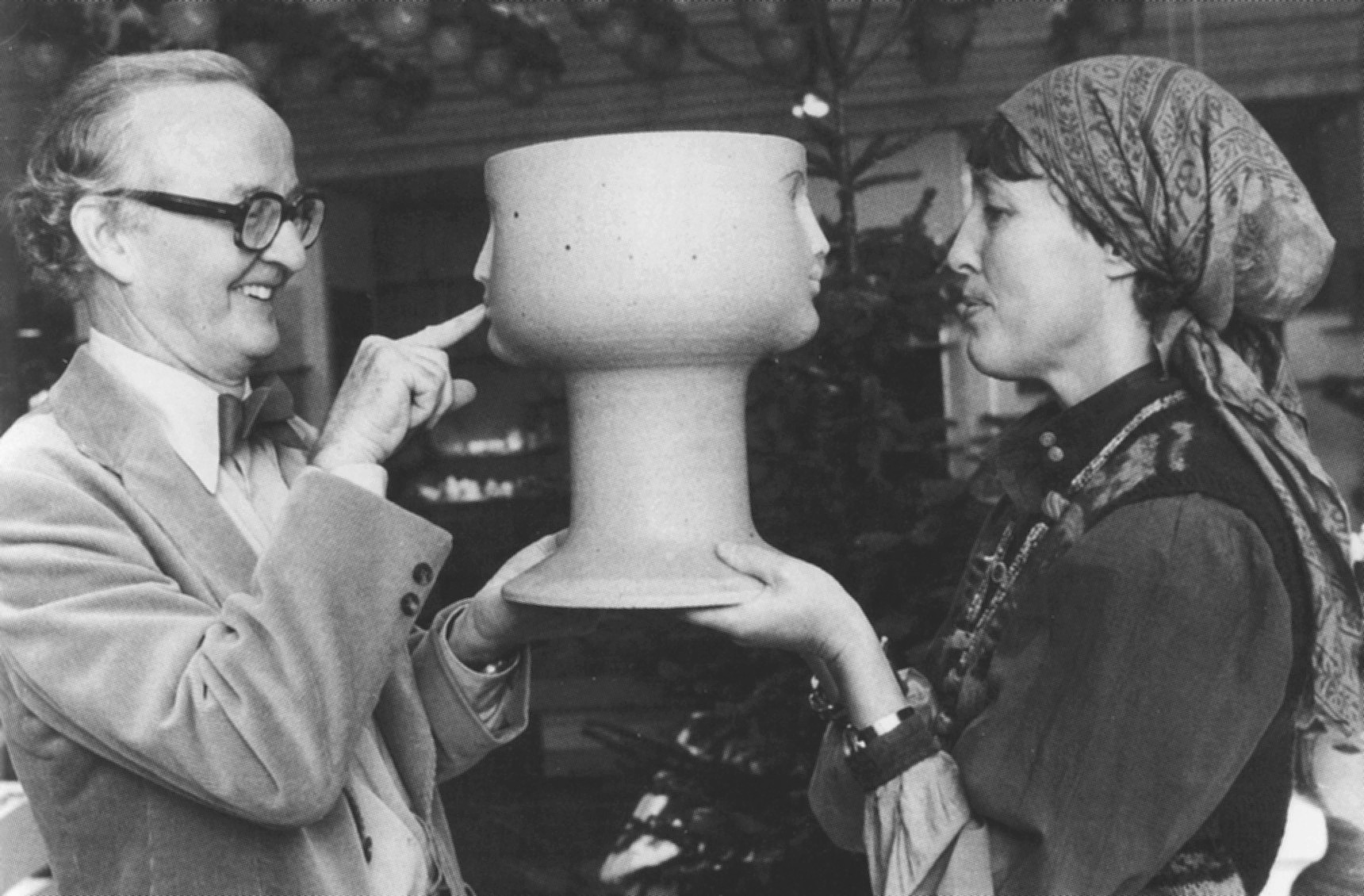
Stig Lindberg och Lisa Larson 1967.

Gustavsbergs kanske mest namnkunnige formgivare var Stig Lindberg och utan honom hade fabriken troligen inte överlevt den ekonomiska krisen på 1940-talet. År 1948 efterträdde han Wilhelm Kåge som konstnärlig ledare och hade sedan denna funktion 1948–1957 samt 1971–1980. 1957-1972 var Lindberg verksam på Konstfack och hans roll som Gustavsbergs konstnärlige ledare togs då av Arthur Hald som sedan blev informationschef. En av Stig Lindbergs närmaste medarbetare var Haico Nitszche som var assistent till Lindberg 1967–1968 och sedan ledare för Gustavsberg Studio 1971–1974. Nitszche stod även för formgivning och unikatproduktion.
Bland Stig Lindbergs mest kända fajanser finns konstgodsserier som Domino, Figurin och Karneval och porslinsserier som Berså, Spisa Ribb, Terma, Adam, Coq, Birka och många fler. Stig Lindbergs huvudsakliga inriktning var vardagsporslin till folkhemmet. För Stig Lindberg och Hjalmar Olson var Olivetti var en stor förebild när det gällde designfilosofi, med målet om att god design skulle genomsyra hela verksamheten. Det var Lindberg som värvade keramikern Lisa Larson till fabriken. Lisa Larson kom att få stora framgångar med sina djur- och människofigurer i lergods, bland annat Tomtebarnen och en sparbössa i form av Gunnar Sträng. När hon började som assistent hos Lindberg fick hon bland annat märka de bästa produkterna "museum". De samlades i ett skåp och lade så småningom grunden för Gustavsbergs porslinsmuseum.
Karin Björquist verkade i över 40 år på Gustavsbergs porslinsfabrik. Björquist började på Gustavsberg 1950 som formgivare och konstnär och var konstnärlig ledare 1981–1986. Hon räknas vid sidan av Wilhelm Kåge och Stig Lindberg som en av 1900-talets mest betydande svenska formgivare och keramiker, och det är främst genom de många serviserna hon har nått den stora publiken. Björquist förde in egna erfarenheter från hemarbete i formandet av nya produkter, vilket var något nytt. Hon formgav cirka 20 serviser som Svart Ruter (1953), Vardag (1953), Kobolt (1958), Röd kant (1968), Stockholm (1986) och 1900-talets svenska festservis Nobelservisen i benporslin som togs fram år 1991 till Nobelstiftelsens 90-årsfirande. Bengt Berglund var verksam som keramisk konstnär och formgivare på Gustavsbergs porslinfabrik 1960-82. Under 15 år med stengods på Gustavsberg skapade Bengt Berglund en sällsam keramisk värld, färgad av marina former men också av hans lekfulla humor och samhällskritik. Margareta Hennix började 1967 som dekorritare och formgav pottan Heja Sverige 1967 och porslinsserierna Tussilago, Änglafia och Aramis och plastkrukorna Felicia i rött, orange och gult. Alf Olsson gjorde under 1970- och 80-talen en serie emaljmålningar i emaljverkstaden på Gustavsberg.

### Utställningar
Gustavsberg och konstnärerna deltog i en rad utställningar i Sverige och utomlands. Utställningarna hade en viktig roll för Gustavsberg genom marknadsföringen de gav. För de enskilda konstnärerna var utställningarna milstolpar i det kreativa arbetet och innebar kraftsamlingar. Återkommande engagemang var utställningar inom kooperationen med utställningar på Domus och PUB-varuhuset. Det hölls även utställningar på NK. Dessutom hade Gustavsberg en egen butik med utställningar på Birger Jarlsgatan i Stockholm. I samband med den tionde internationella keramiska kongressen 1966 arrangerade Gustavsberg den största keramikutställningen någonsin i Sverige på Liljevalchs konsthall, "Keramik". 1972 öppnades Keramiskt Centrum i gamla fabrikslokaler i Gustavsberg.

### Boom för sanitetsgodset

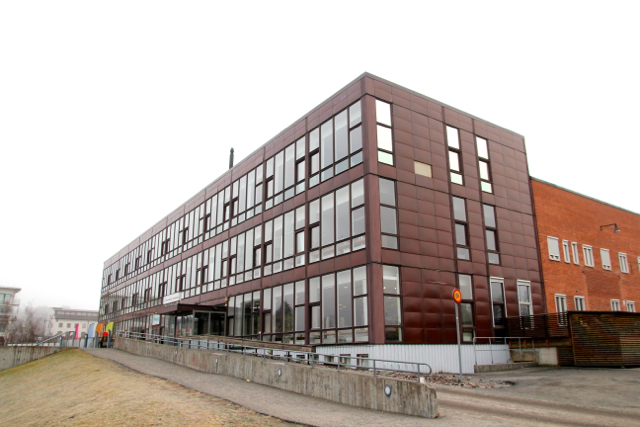
1970 samlades utvecklingsarbetet i Tekniskt Center.

Från 1954 var sanitetsgodstillverkningen den helt dominerande delen av bolaget. Tillverkningen samlades i Sanitetsgodsavdelningen som även gick under namnet TPF och till vardags "sanitet". Material för tillverkningen av toaletter och handfat var leror, fältspat och kvarts. Arbetet skedde länge för hand där bland annat glaseringen skedde genom att för hand sänka ner tunga toalettstolar och tvättställ i glasyren.
1960-talet blev en gynnsam period för Gustavsberg med stor efterfrågan på badkar, toalettsitsar och handfat när Sverige genomlevde en byggboom under miljonprogrammet 1965–1975. Sanitetsfabriken kom med flera framgångsrika innovationer och modeller under 1960-talet och byggdes ut 1965. Artur Teglund var under många år teknisk direktör. Bertil Dahllöf arbetade under Teglund från 1947 och efterträdde honom som teknisk chef 1966.
En milstolpe är den löstagbara toalettsitsen i propénplast. Den underlättar rengöringen av toaletten och Bertil Dahllöf belönades med Plastpriset för sin formgivning 1961. Gustavsberg utvecklade också en tyst toalettstol (modell 315 T) och en som drog betydligt mindre vatten vid spolning. Dahllöf hade ett hemmalaboratorium och skapade ett laboratorium för ljudmätning i sanitetsporslinsfabriken.  Gustavsberg utvecklade även en vägghängd toalettmodell. Den kunde inte användas i vanliga hem då väggarna inte klarade belastningen men byggdes in på flera sjukhus. Jan Landqvist blev den första heltidsanställda industridesignern på Gustavsberg när han anställdes 1967. I en ny mjuk och modern design formgav Landqvist bland annat toalettstolar, urinaler (modell 255), drickfontäner (modell 1011) och tvättställ. Landqvist utvecklade även greppvänliga plastrattar för blandare 1970.

### Gustavsbergskoncernen
1969 blev Bo Broms ny chef för AB Gustavsbergs fabriker. Folke Öhlin var utsedd som efterträdare till Hjalmar Olson men omkom i en trafikolycka. Öhlin hade från 1956 varit chef för plasttillverkningen dit han rekryterats från Svenska Metallverken och avancerat till vice VD 1967. 1969 bestod Gustavsberg av Hushållsporslinsfabriken (HPF), Sanitetsporslinsfabriken (SPF), Badkarsfabriken (BKF) och Plastfabriken (Plast). Totalt hade bolaget 2058 anställda, varav 1547 kollektivanställda och 511 tjänstemän.
Under KF:s ägartid utvidgades  Gustavsberg till en koncern. Man ägde AB Centrifugalrör i Oxelösund.  Skogsfors bruk i Reftele (sedermera ESBE) som tillverkade värmepannor och varmvattenberedare ingick i Gustavsberg från 1952 efter att från 1939 ägts av Kooperativa förbundet..  N. Lundbergs Fabriks AB köptes av KF 1961 och fick sedan ingå i Gustavsberg  och tillverkade PVC-produkter, särskilt plaströr genom  i Gånghester och från 1969 i Fristad PVC-produkter (sedermera Uponor).  1972 följde köpet av Tarketts plaströrsfabrik i Ronneby. Mölntorpfabriken köptes 1969 från PLM. Där tillverkades  kyldiskar som såldes av kooperativa Hugin och rostfria diskbänkar, som mest 350 000 diskbänkar under ett år.
I Gustavsberg arbetade 550 utländska arbetare från 20 olika nationer. Gustavsberg hade under 1960-talet en betydande andel finska arbetare och det fanns en finsk spalt i tidningen Gustavsbergaren. Bolaget inrättade även en egen invandrarbyrå för att assistera den utländska personalen. Gustavsberg tog ofta emot besök, exempelvis under 1968 besökte 17 000 personer fabriken i Gustavsberg. Utländska besök arrangerades genom bland andra Sida, Kooperativa Förbundet och Svenska institutet. Bland kända personer som besökte fabriken hörde Indira Gandhi som tillsammans med Olof Palme besökte Gustavsberg 1972. Andra kända besökare genom åren var Le Corbusier, Clement Attlee och Lady Bird Johnson.
1970 samlades utvecklingsarbetet för samtliga verksamhetsdelar i Tekniskt Center (TEC) vid Farstaviken. Under 1970-talet startade tillverkning av tvättställ i emaljerad plåt i kulörta färger, bland annat modellen 5080. 1972 lanserade Gustavsberg den första termostatblandaren för tvättställ, något som blev en stor framgång. 1974 antogs företagsnamnet AB Gustavsberg. 2200 personer var anställda i Gustavsberg och 1100 på koncernens övriga fabriker år 1975. 1977 inleddes satsningar på duschkabiner och den första standardserien inom sanitet presenterades. 1981 följde den första exklusiva badrumsserien.
1975 firade Gustavsbergs porslinsfabrik 150 år. Från början skulle jubileumsåret ha firats 1977 då det var 150 år sedan tillverkningen startade, men då Gustavsberg insåg att Rörstrand skulle fira 250 år 1976 agerade man för att kunna fira före konkurrenten. Artur Hald forskade fram att tillståndet från Kommerskollegium tilldelades 1825 och det har blivit det som räknas som starten för verksamheten. Jubileet firades officiellt 7 oktober 1975 genom öppnandet av en utställning om Gustavsberg på Nationalmuseum med deltagande av kung Carl XVI Gustaf. Utställningen visades sedan 1975-76. En utställning om Gustavsberg visades också på Röhsska i Göteborg och Kulturen i Lund. För firandet togs även jubileumsservisen Kungliga slott fram och en utställning, "Porträtt av industrikonstnär – Wilhelm Kåge" visades på Keramiskt centrum. Gustavsberg spelade också in en film med Allan Edwall som besökte fabriken. En jubileumsfest gick av stapeln 14 juni 1975.

### Sämre tider

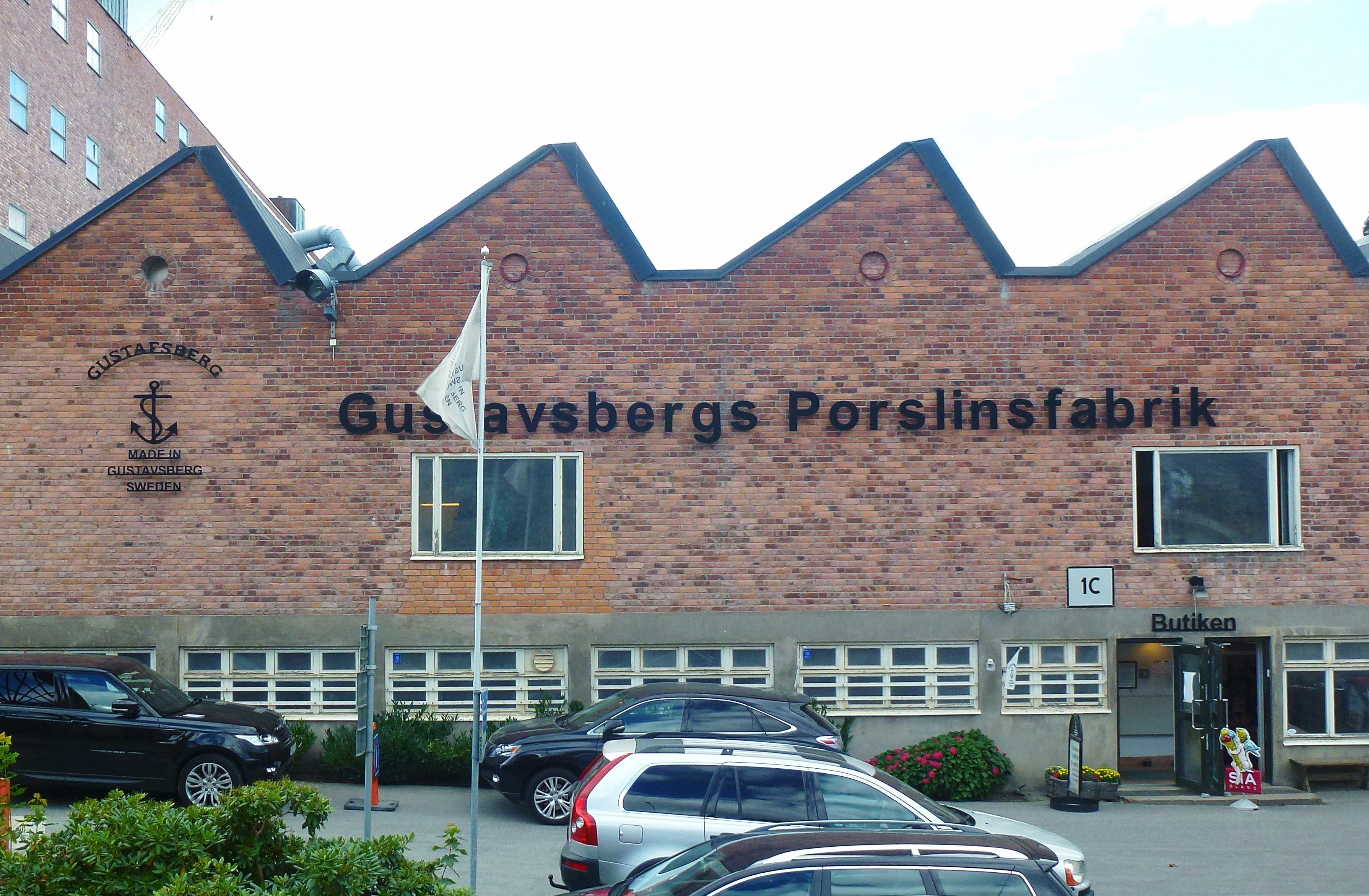
Gustavsbergs Porslinsfabrik 2015, tillverkning av benporslin på ovanvåningen och en butik för porslin i andrasortering i bottenvåningen.

Hushållsporslinet hade överlevt 1960-talets ökade import av billigt porslin genom det ekonomiska stödet från vinstmaskinerna badkar och sanitetsporslin. Miljonprogrammets avslut 1975 och påföljande kraftiga minskningar av byggande i Sverige drabbade Gustavsberg hårt. Lågkonjunkturen i världsekonomin drabbade Gustavsberg på exportmarknaderna som minskade samtidigt som konkurrensen ökade. 1976 beskrevs som ett kritiskt år för Gustavsberg och ett behov av att minska kostnader inom bolaget. 1970-talets senare del innebar en påfrestande lågkonjunktur för den svenska porslinsindustrin samtidigt som importen av porslin ökade från 40 till 75 procent.
Gustavsberg tappade volymer, hade ökade personalkostnader och drabbades av händelser som gasolproblem och problem med rågods. Gustavsberg var en av de så kallade icke-integrerade industrierna inom KF:s industriverksamhet, ett företag som levererade 90 procent utanför KF. Förlusterna inom KF:s industrier krävde åtgärder och KF Industri bildades. Gustavsberg hade problem med förluster för hushållsporslin och plasttillverkning men även sanitetsporslinet hade problem liksom rörtillverkningen i Oxelösund under 1970-talet. 1988 sålde Gustavsberg en del av sina aktier i Mölntorpfabriken till Intra AS och 1991 tog Intra över hela fabriken. 1982 såldes PVC-tillverkningen (Lybonyl, tidigare N. Lundbergs Fabriks AB) i Fristad till Uponor. Samtidigt fick tillverkningen av hushållsplast problem under 1970-talet med höjda råvarupriser och minskad efterfrågan. Gustavsberg vikande konjunktur under 1970-talet ledde till att Tekniskt center redan i början av 1980-talet började utrymmas. Plasttillverkningen flyttades till Borås 1981 och 1987 lämnades porslinstillverkningen huset och istället flyttade bland annat Värmdö kommun in i lokalerna under det nya namnet Glashuset.
Gustavsberg drogs med miljonförluster 1980–1981. 1982 försvann 1000 arbetsplatser vid Gustavsberg och samma år blev Sture Erixon ny chef. I början av 1980-talet lämnade formgivarna Stig Lindberg och Lisa Larson verksamheten och Berndt Friberg avled. Gustavsbergs porslinstillverkning hade under många år gått dåligt ekonomiskt och verksamheten bars upp av den ekonomiskt starka sanitetstillverkningen. 1984 genomfördes en satsning med investeringar i hushållsporslinsfabriken på 43 miljoner kronor på bland annat nya brännugnar. Samtidigt minskades personalstyrkan men snart kom beslutet att minska ytterligare och personalstyrkan vid Hushållsporslinsfabriken gick från 360 till 160 personer. Gustavsberg beslöt också att början importera andra tillverkares porslin för vidareförsäljning. Tillverkningen av hushållsporslin minskade kraftigt under 1980-talet.

### Uppdelning och försäljning av AB Gustavsberg
1987 delades AB Gustavsberg upp i tre bolag: Gustavsbergs VVS AB, Gustavsbergs Porslin AB och Gustavsbergs Fastigheter AB. Plasttillverkningen i Borås flyttades över i bolaget Idealplast som hamnade under Gislaved AB. 1987 köpte AB Gustavsberg AB Vårgårda armaturer. 1988 ombildades VVS-delen till Gustavsbergs Industri AB. Badkarstillverkningen gick allt sämre och endast en modell tillverkades innan produktionens lades ned 1992. Badkarsmarknaden i Finland försvann i stort sett när kravet på badkarsinstallation slopades vilket indirekt innebar slutet för badkarstillverkningen i Gustavsberg. 60 personer varslades i badkarsfabriken som var förlustbringande sedan flera år när produktionen lades ned och flyttades. AB Gustavsberg satsade på internationalisering av badkarstillverkningen genom att köpa badkarstillverkningen hos Koralle, Buderus och Leda och bildade ett samarbete med badkarstillverkaren Bette i Hannover i Tyskland.

### Villeroy & Boch
Gustavsbergs VVS AB såldes år 1994 till holländska Koninklijke Sphinx, som år 1999 i sin tur köptes upp av Sanitec där Porsgrunn, IDO och Ifö redan ingick. EU-kommissionen underkände köpet då det skulle ge bolaget en dominans på marknaderna i Norden och Benelux. Detta ledde till att AB Gustavsberg såldes och nya ägare blev Villeroy & Boch. Villeroy & Boch köpte även Svenska Badkar i Norremark utanför Växjö 2001. Ett problem för Gustavsberg var de höga produktionskostnaderna – de högsta inom Villeroy & Boch-koncernen. Trots stora investeringar i fabriken minskade inte kostnaderna och Villeroy & Boch beslutade 2003 att flytta delar av produktionen till Rumänien. Det beslutades om nedläggning 2004 men detta ändrades sedan en ny plan lagts fram som bland annat innebar att utvecklingsavdelningen lades ned.
Villeroy & Boch fick stora ekonomiska problem som en följd av finanskrisen och lade ner tillverkningen i Norremark 2010, och i Gustavsberg friställdes 80 personer och produktionen halverades.  2014 lade man ned produktionen av sanitetsporslin (toalettstolar och handfat) i Gustavsberg. En ny anläggning uppfördes i Ekobacken i Gustavsberg men där sker enbart vattenskärning samt montering och logistik – ingen keramisk tillverkning. Tillverkningen av produkterna är numera förlagd utomlands, till Rumänien, Ungern och Thailand.

### Gustavsbergs Porslin
Gustavsbergs Porslin AB såldes till Wärtsilä 1987 och ingick därmed i samma koncern som Rörstrands Porslinsfabrik och Arabia. KF ägde 9,5 procent i det nya bolaget. Detta följde efter att Statens industriverk förespråkat en sammanslagning mellan Gustavsberg och Rörstrand. Den sammanlagda tillverkningen i Rörstrand-Gustavsberg AB skapade en viss oreda när det gäller märkningarna (stämplingarna) av godset när tillverkningen delades och flyttades mellan fabrikerna. Det innebar också en arbetsdelning med ett exempel i Nobelservisen som tillverkades tillsammans av Gustavsbergs porslinsfabrik och Rörstrands porslinsfabrik. Gustavsberg ansvarade för tillverkningen av godset och Rörstrand för dekoren. Servisen bär Rörstrands stämpel med tillägget att porslinet är tillverkat i Gustavsberg.
Delar av Wärtsilä gick i konkurs 1989 och strukturerades om varpå Rörstrand-Gustavsberg (och Arabia) köptes av Hackman 1990. 1994 flyttade produktion från Gustavsberg till Lidköping. 1994 lades tillverkningen av hushållsporslin ner i Gustavsberg. Verksamheten fortsatte i mindre skala genom att legotillverkning åt Hackman startades inom Värmdö Produktion och Utveckling (VPU), ett fristående bolag bildat av Värmdö kommun. Det nya bolaget inledde ett samarbete med Konstfack. 84 personer sades upp och i det nya bolaget var 36 personer anställda. 1996 övergick produktionen från bolaget till det personalägda  HPF i Gustavsberg AB med nio anställda. HPF, även kallat Gustavsbergs Porslinsfabrik, tillverkade hushållsporslin och var Nordens enda tillverkare av benporslin . HPF har återlanserat flera klassiska serviser och är även kunglig hovleverantör. I Gustavsberg grundades även Keramikstudion AB av Lisa Larson, Franco Nicolosi och Siv Solins.
Framtidens Porslin AB bildades våren 2020 av Oskar Juhlin, tidigare även vd i HPF i Gustavsberg AB. Efter att det tidigare bolaget, HPF i Gustavsberg AB, slutade betala hyra 2017 har bolaget haft en omfattande hyresskuld till kommunen. HPF i Gustavsberg AB försattes i konkurs under juni 2020. Fastigheten befinner sig samtidigt under försäljning. Efter förhandlingar med det nya bolaget Framtidens Porslin AB, som övertagit personal och verksamhet, har Värmdö kommun valt att teckna rivningskontrakt. Kontraktet gäller från den 17 juli 2020.

## Gustavsbergsområdet idag

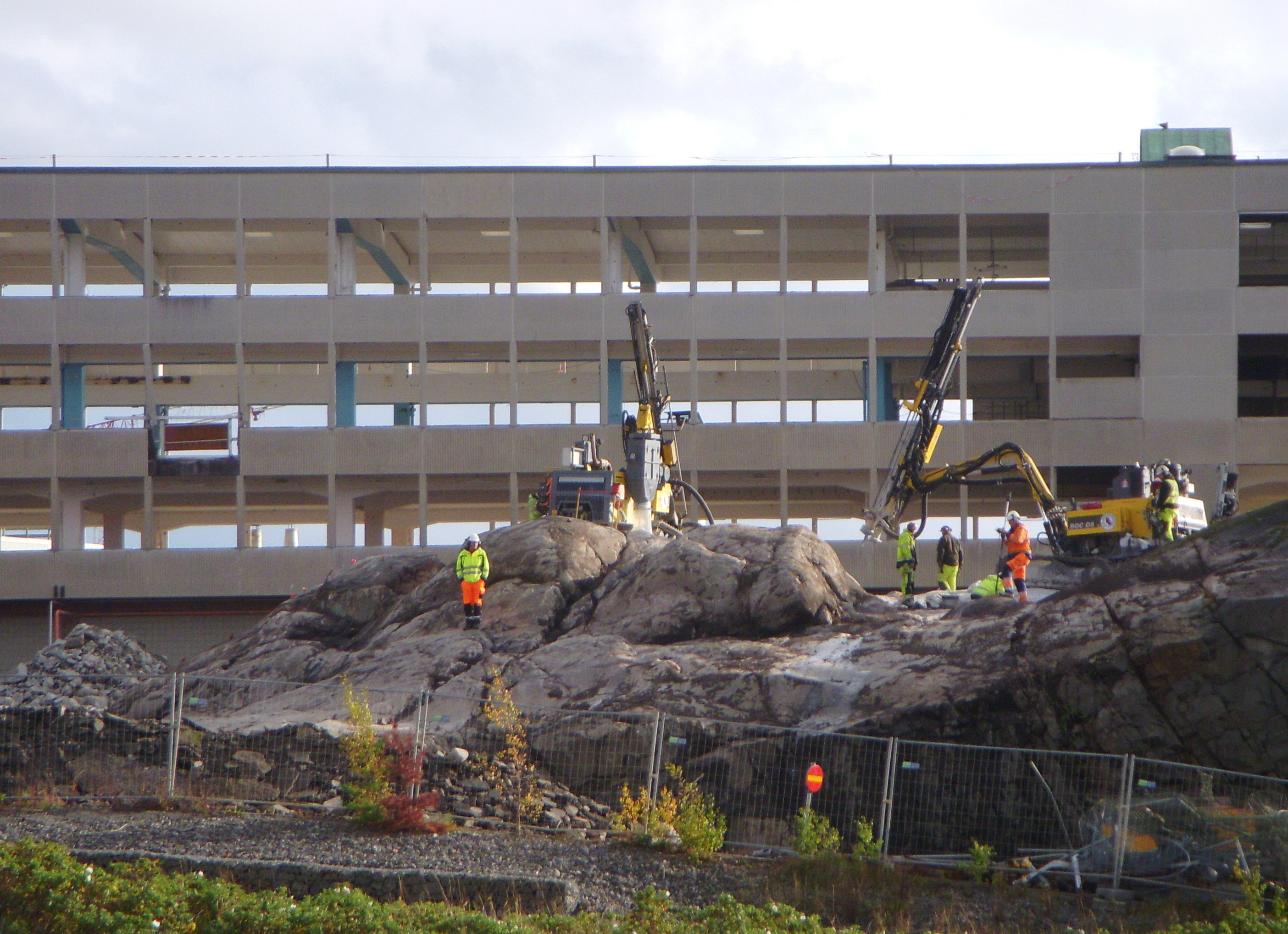
Rivning av fabriksbyggnad, oktober 2014.

År 2013 förvärvade Ikano Bostad marken där Gustavsbergs sanitetsporslinsfabrik var belägen, säljare var Villeroy & Boch Gustavsbergs AB. Den kvarvarande tillverkningen av sanitetsporslin lades ner år 2014. Samma år inleddes rivningen av fabriksbyggnader omfattande 39 000 m². Ikano planerade här 400 nya bostäder "i klassisk designmiljö", och den första inflyttningen skedde 2016. Den enda produktion som blir kvar i närbelägna Ekobacken företagspark är utrustning för vattenskärning. Dessutom kommer utvecklingen av badrumsporslin, som legat i Tyskland, finnas i Gustavsberg.
Den intilliggande tegelbyggnaden, det s.k. Chamottehuset, inrymmer förutom HPF i Gustavsberg AB även Keramikstudion, verkstäder för ett stort antal konstnärer och en mässhall som används för större arrangemang. 
Vid Gustavsbergs hamn ligger numera Hotell Blå Blom i en av porslinsfabrikens byggnader från 1853. Maten serveras på Blå Blom-porslinet.
2012 köpte Värmdö kommun den gamla Hushållsporslinsfabriken och bygger om den till ett kultur- och upplevelsecentrum kallat Porslinsfabriken, planerat att öppna 2018. Gustavsbergs produktion inom porslin och plast finns utställd på Gustavsbergs Porslinsmuseum med basutställningar och tillfälliga utställningar.

## Bildgalleri, produkter i urval

### Porslin och keramik

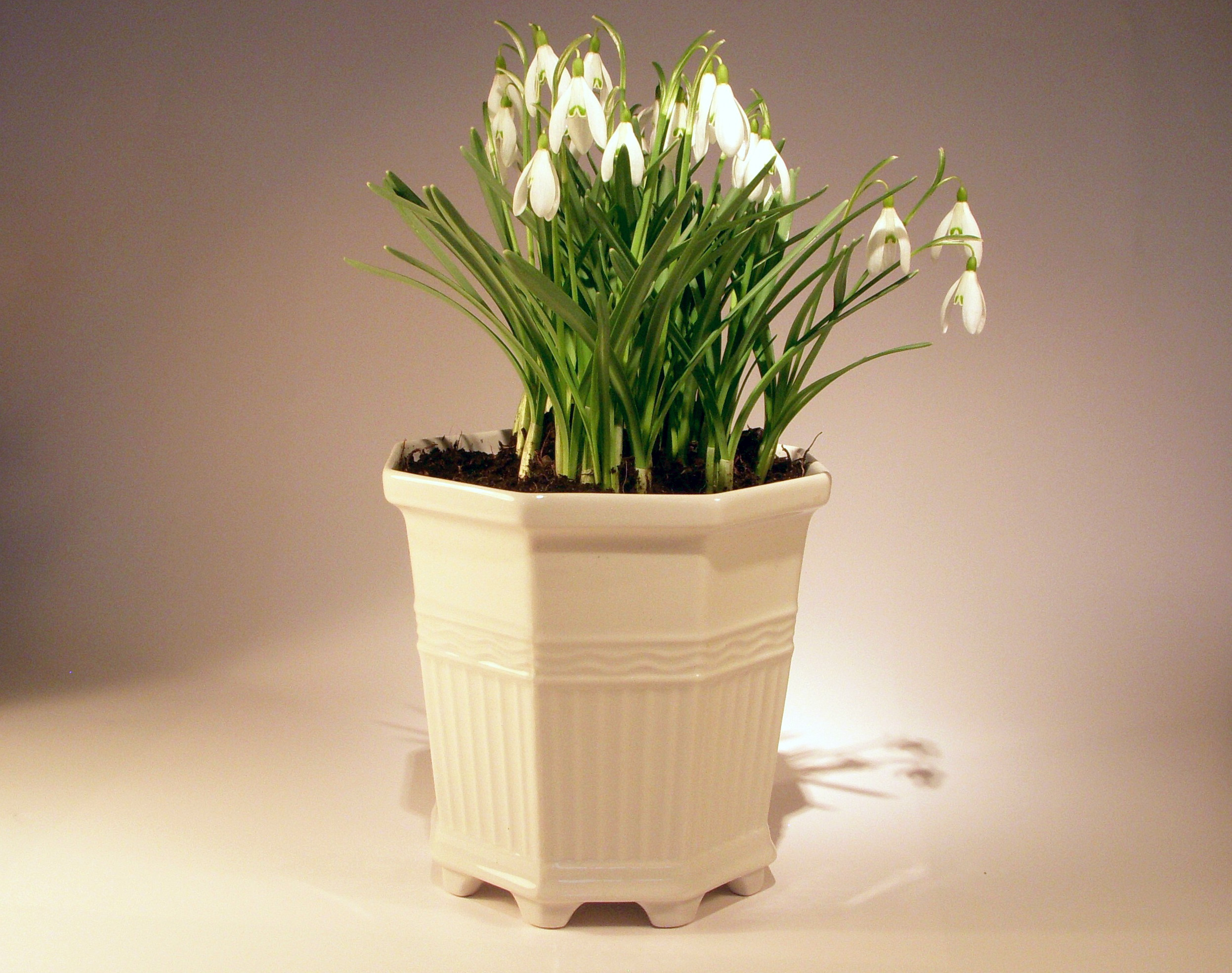
"Waldemarsuddekrukan" med formgivning av Prins Eugen. Sedan 2015 tillverkas den av Porslinsfabriken i Lidköping.
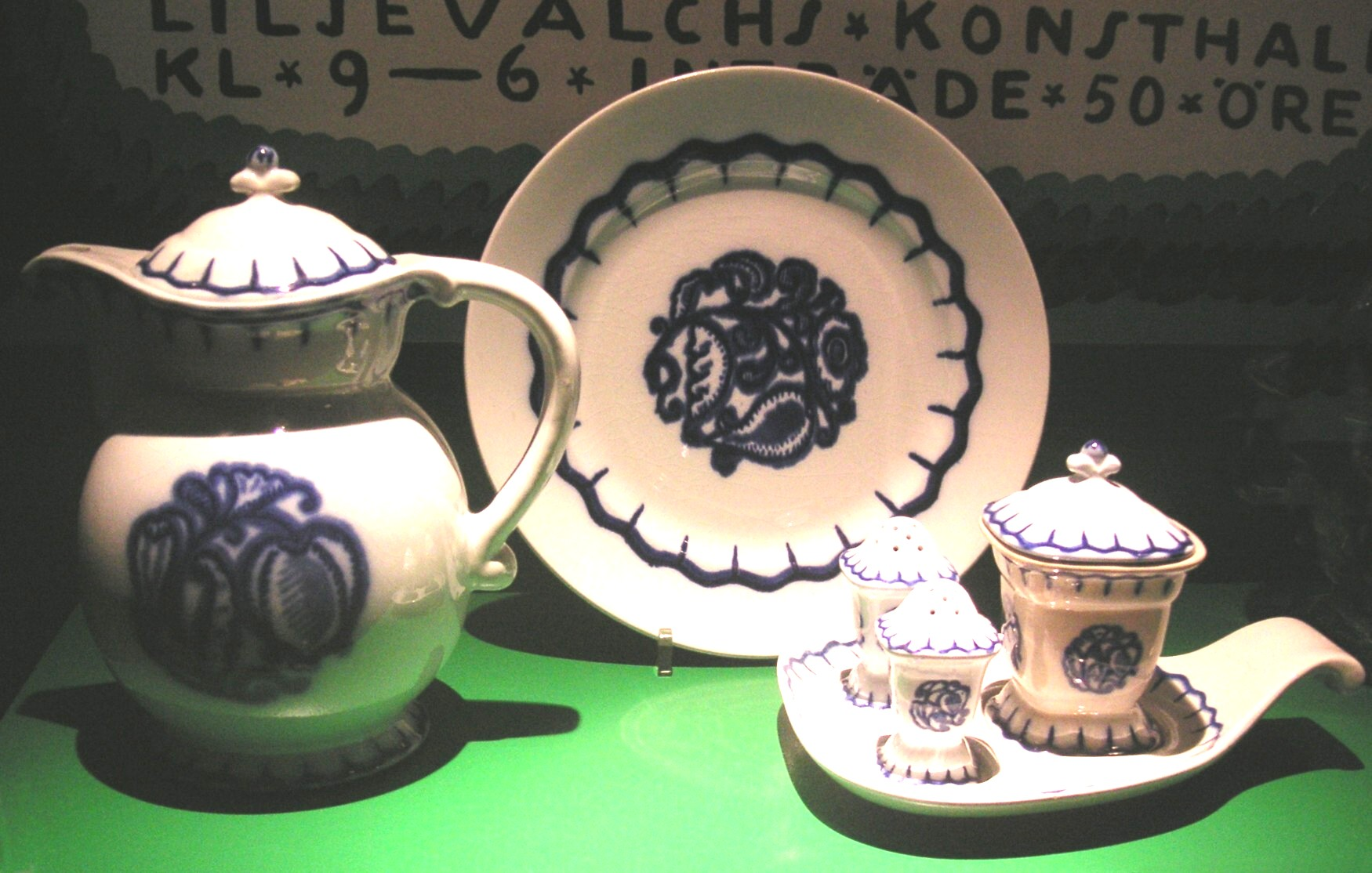
Wilhelm Kåges Liljeblå
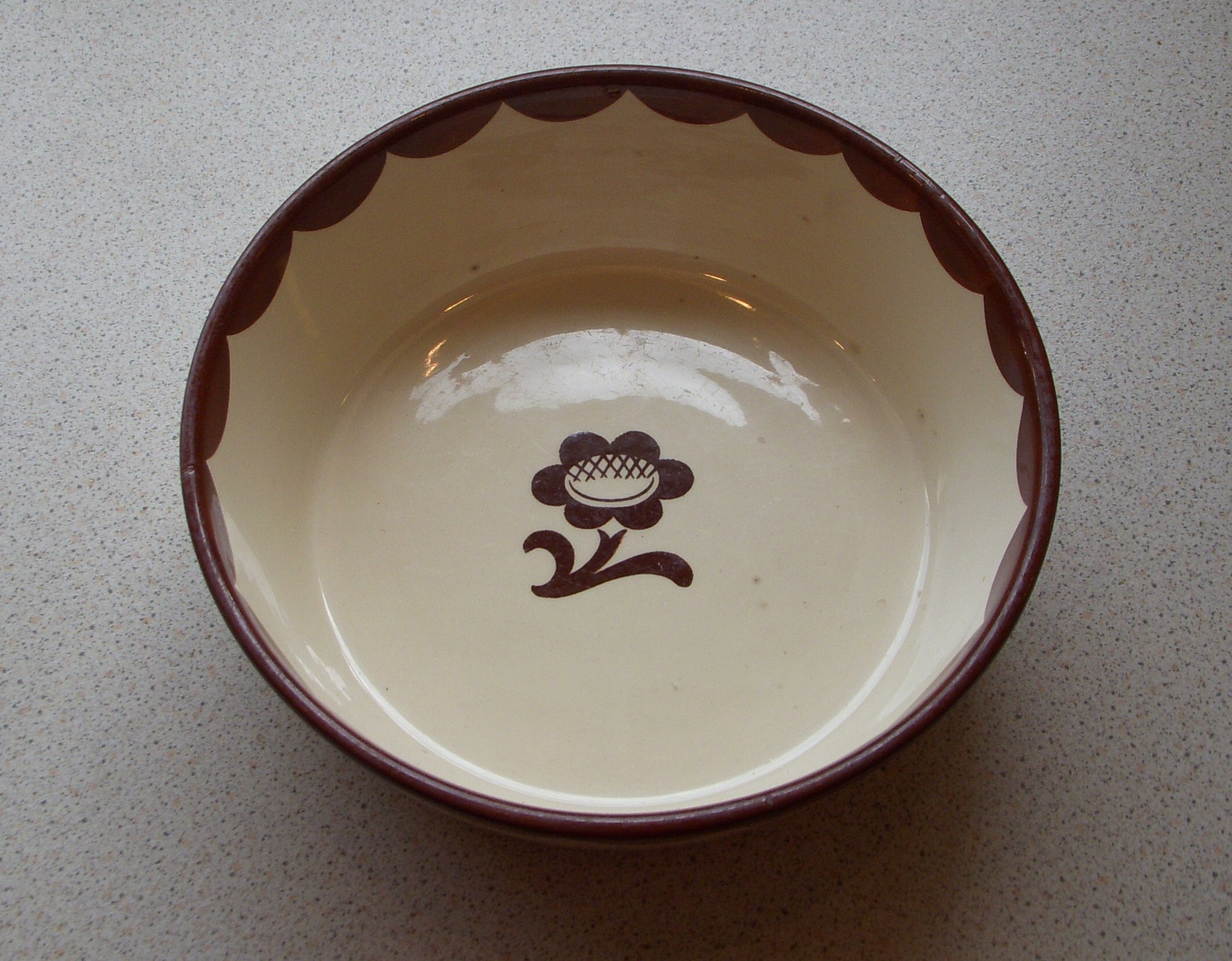
Wilhelm Kåges ungssäkra Pyro
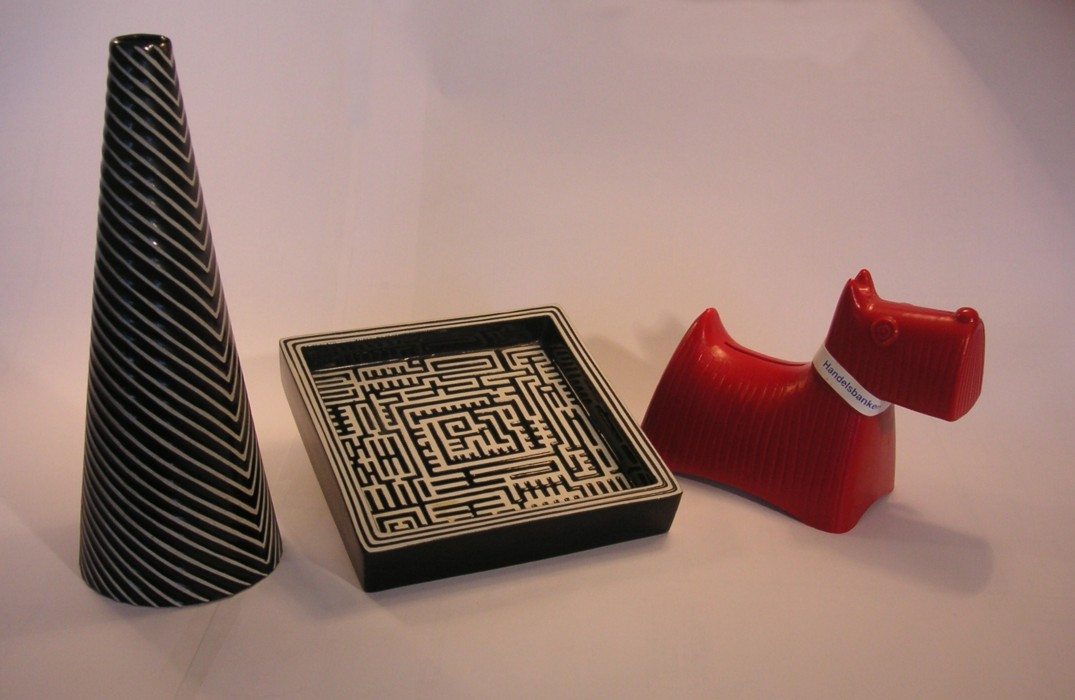
Stig Lindbergs Domino och Sparbössehunden
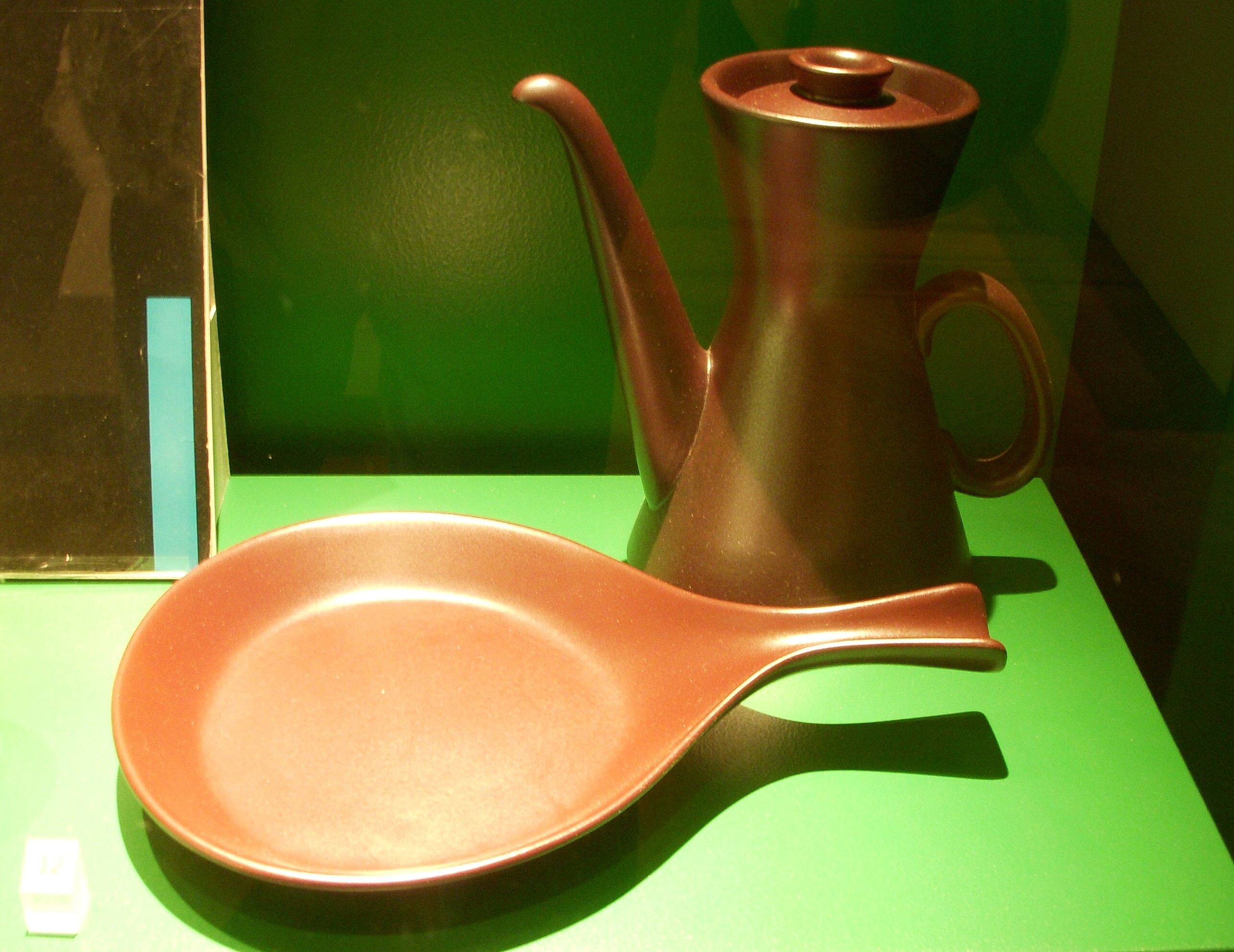
Stig Lindbergs Terma
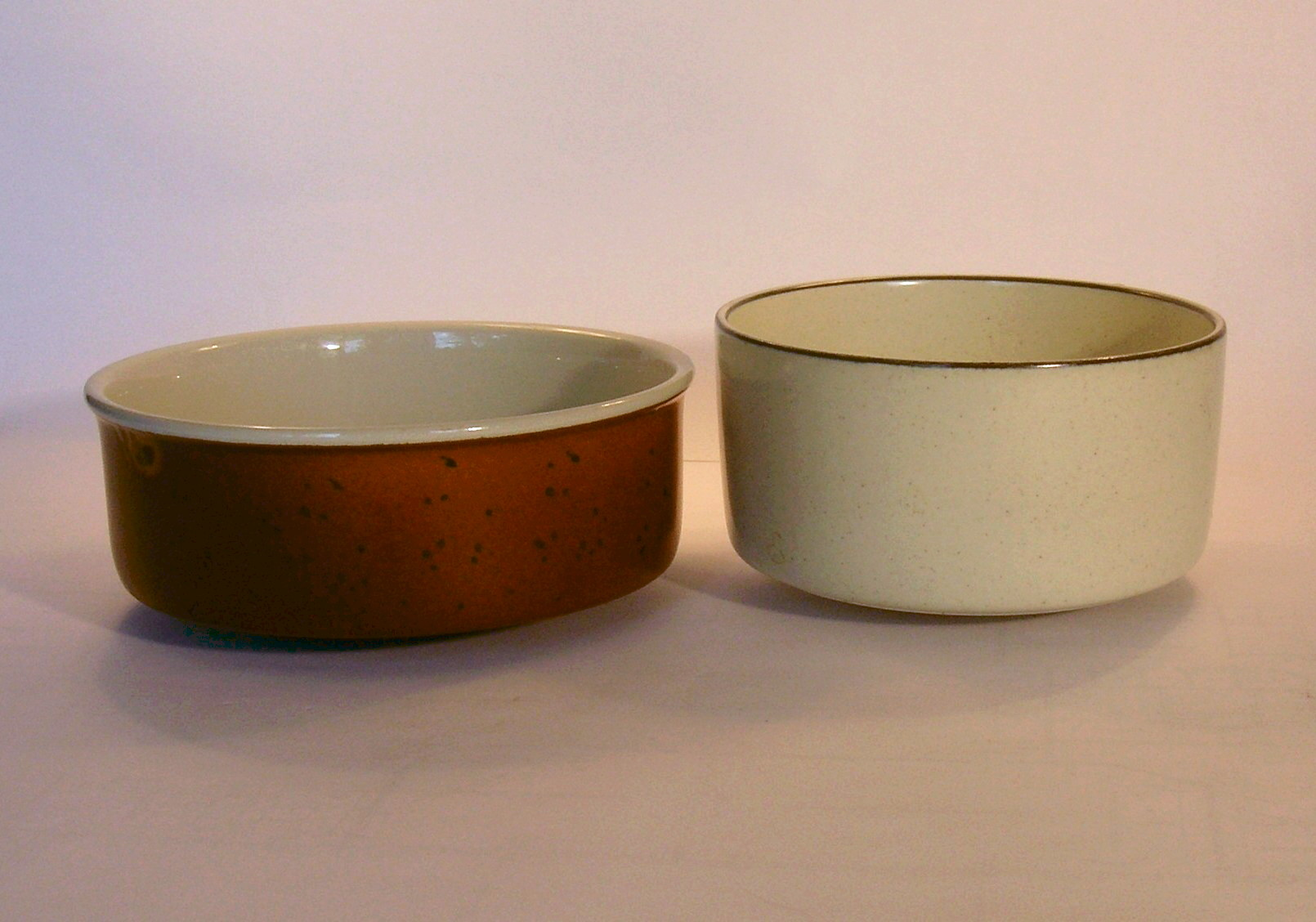
Stig Lindbergs Coq och Birka
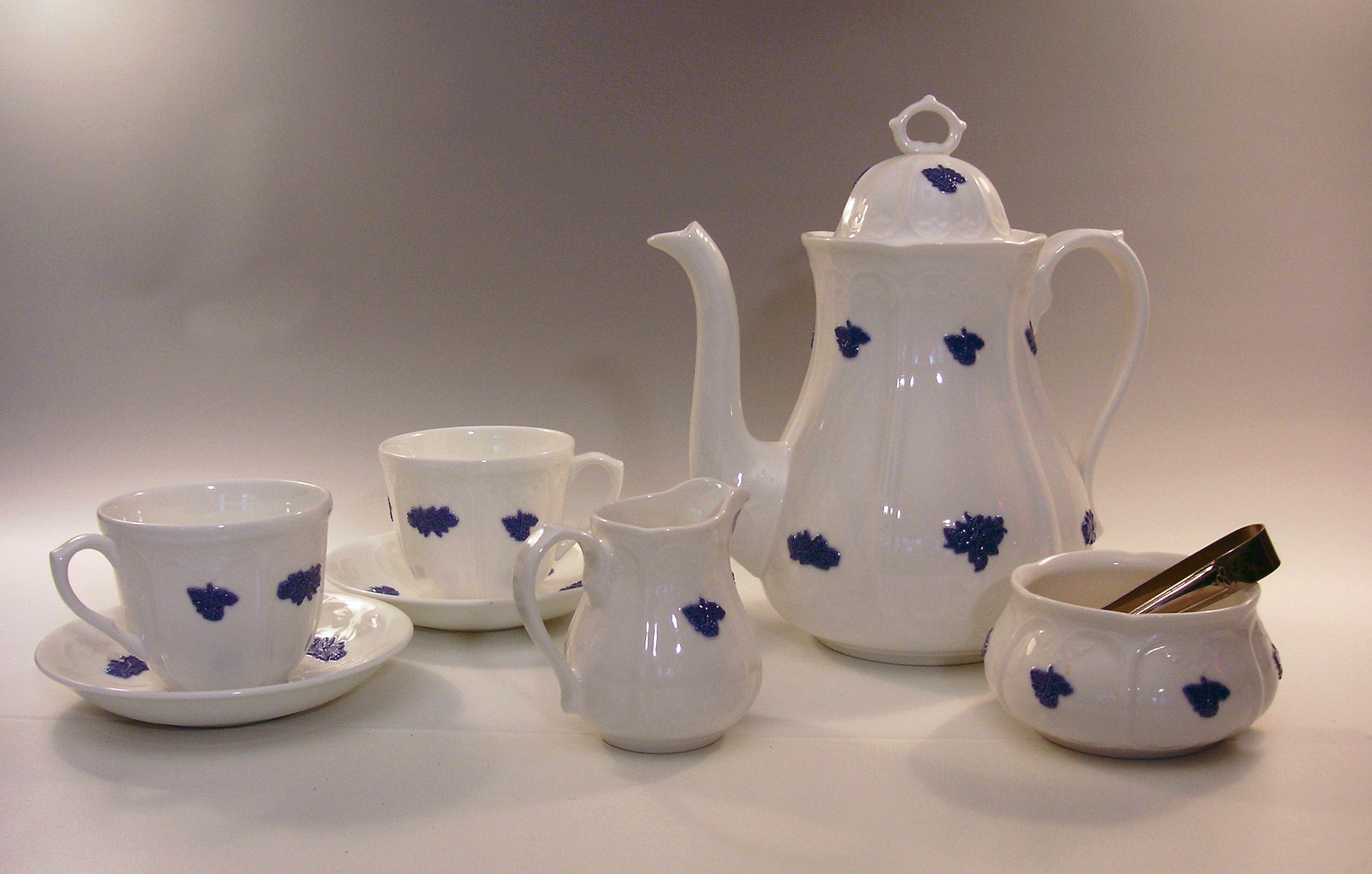
Blå Blom
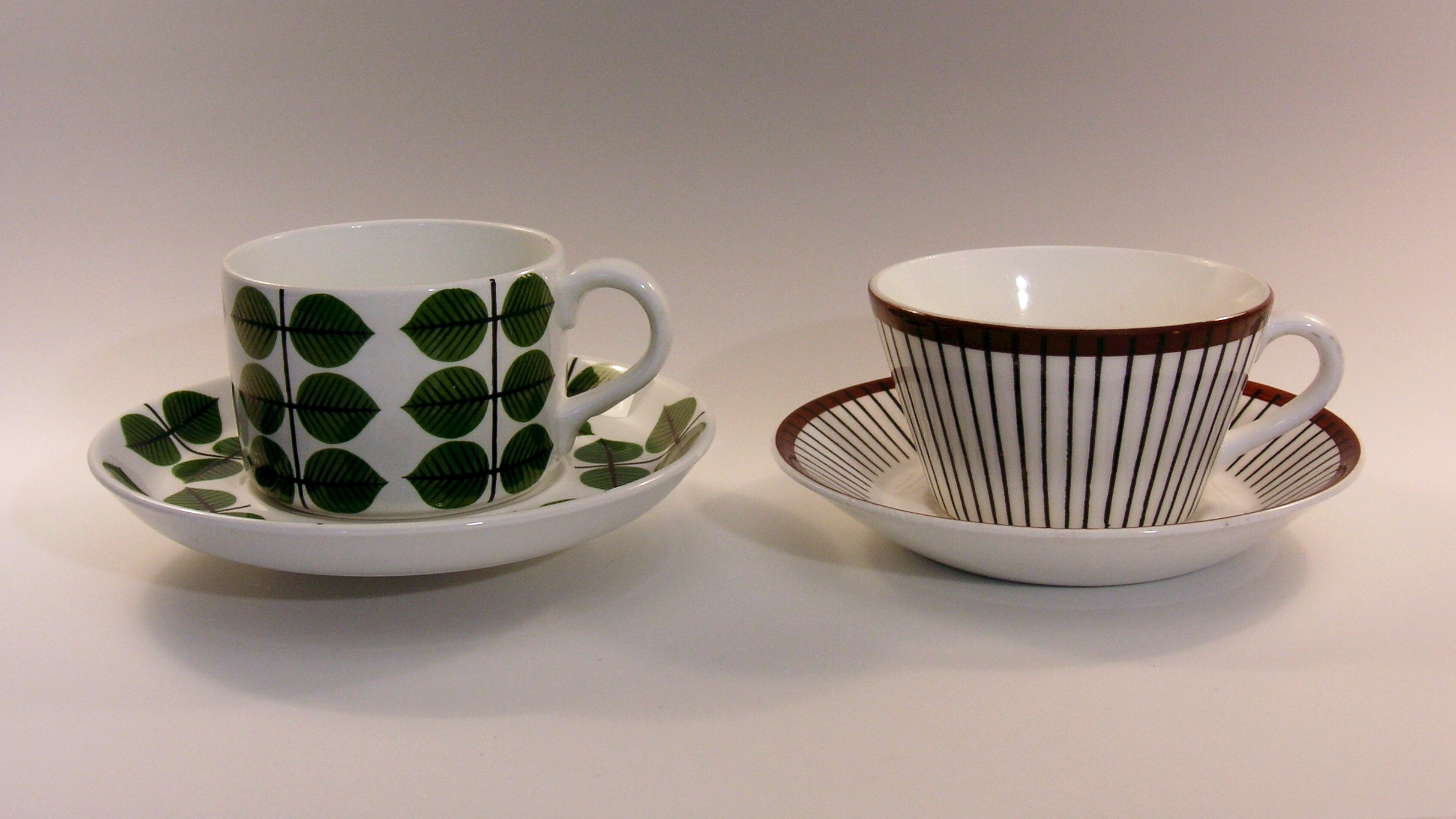
Stig Lindbergs Berså och Spisa Ribb
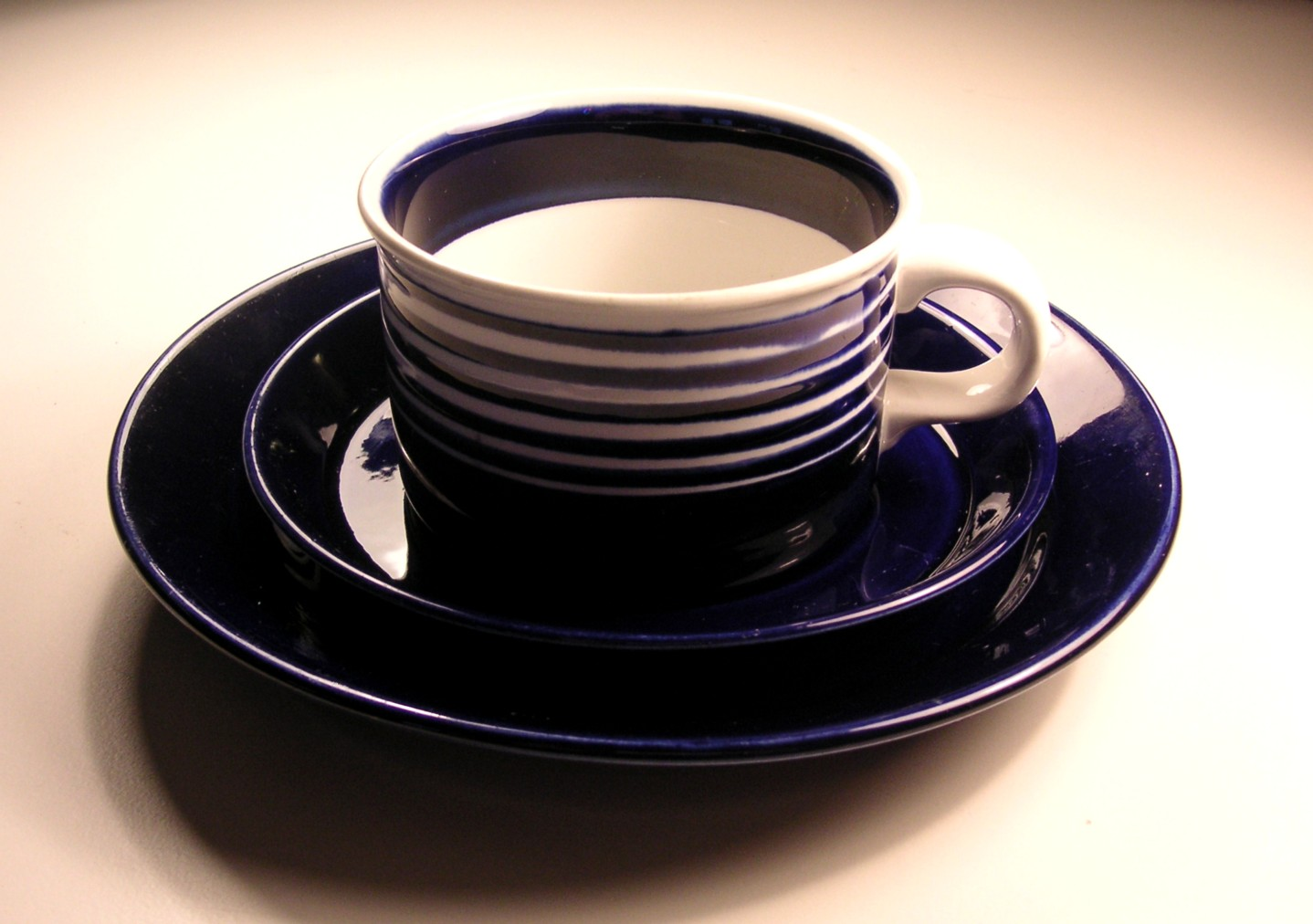
Karin Björquists Kobolt
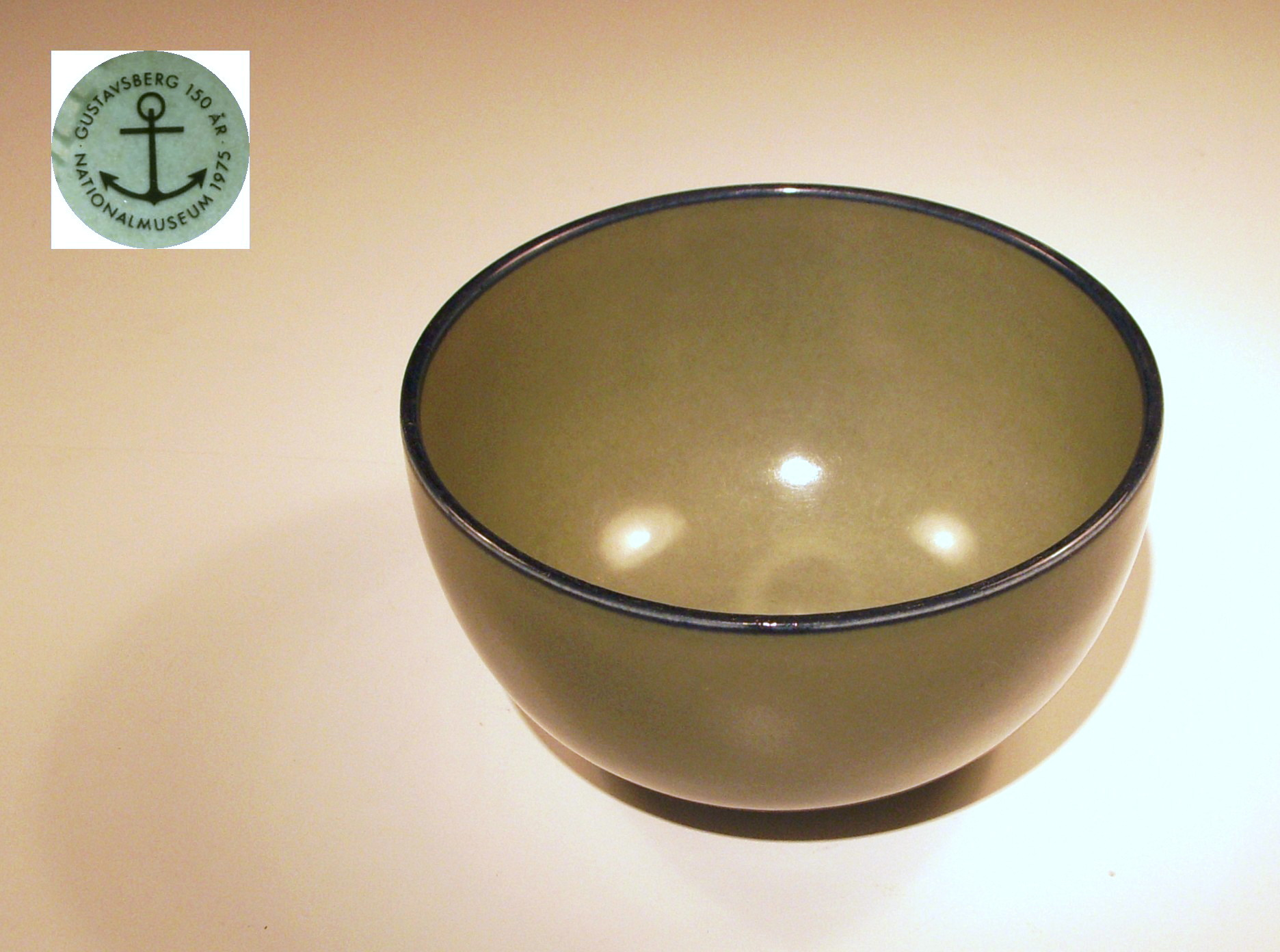
Gustavsbergs jubileumsskål (150 år) på Nationalmuseum 1975
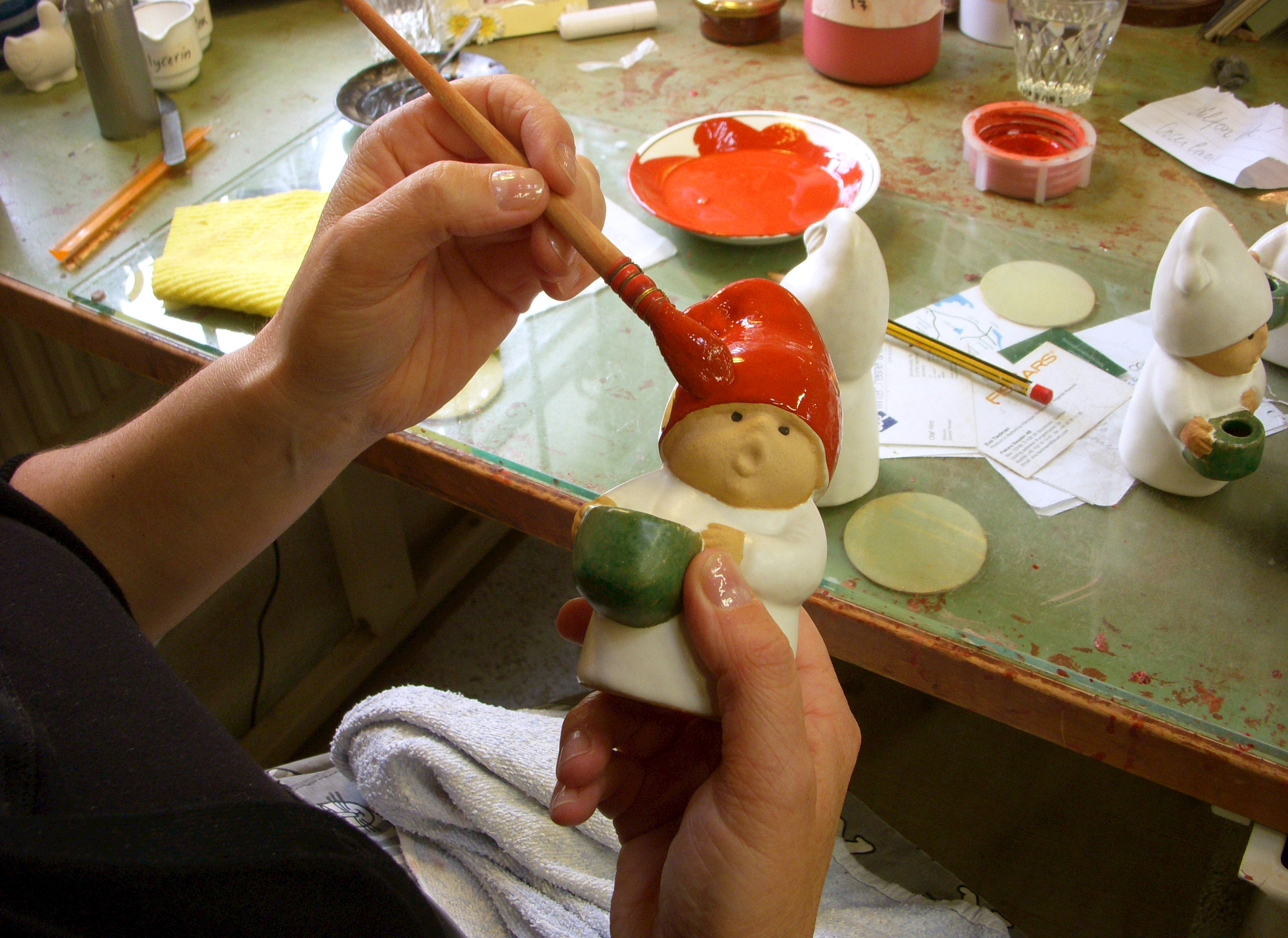
Målning av Lisa Larsons Adventsbarn

### Plast

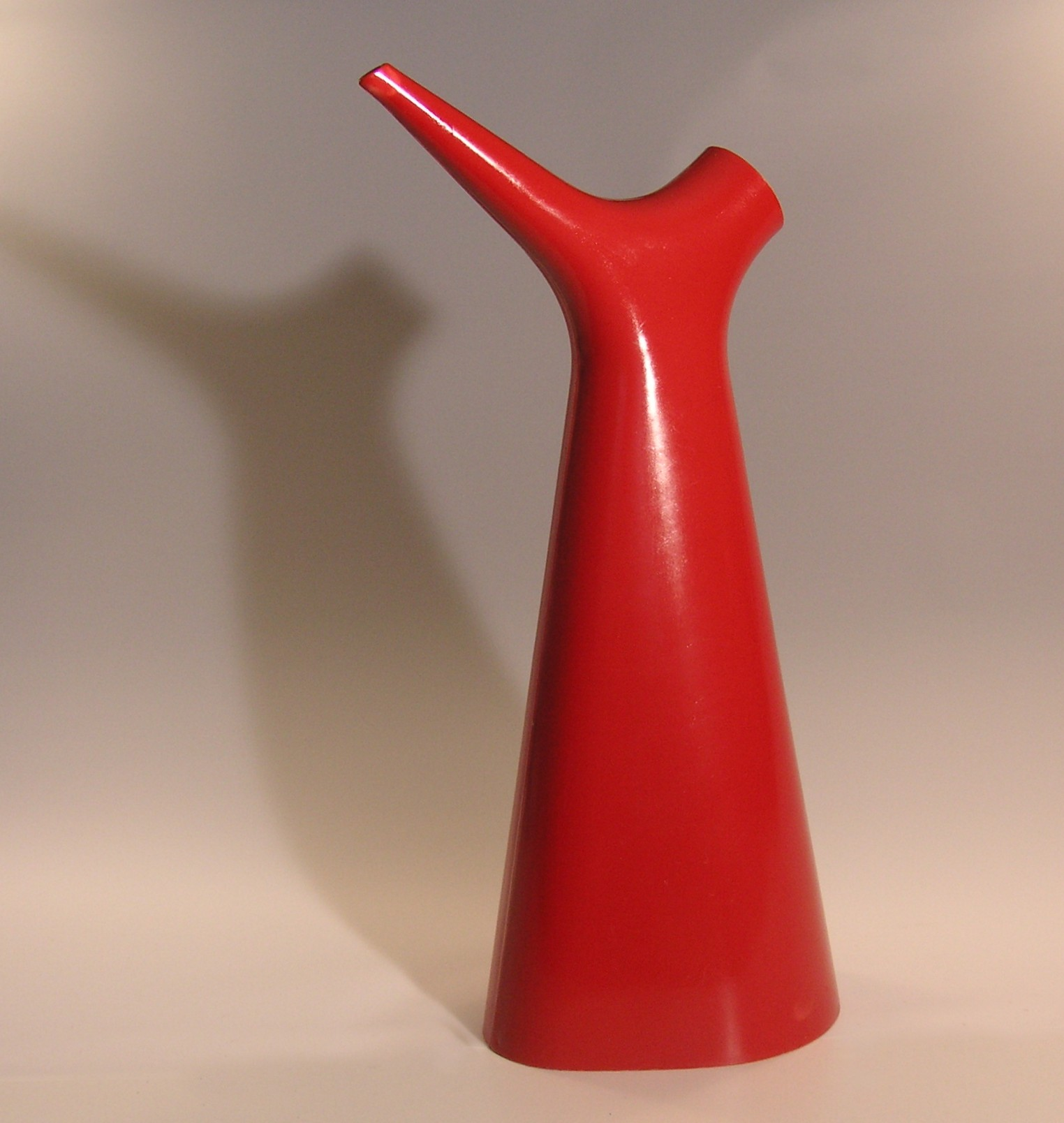
Carl-Arne Bregers blomvattenkanna
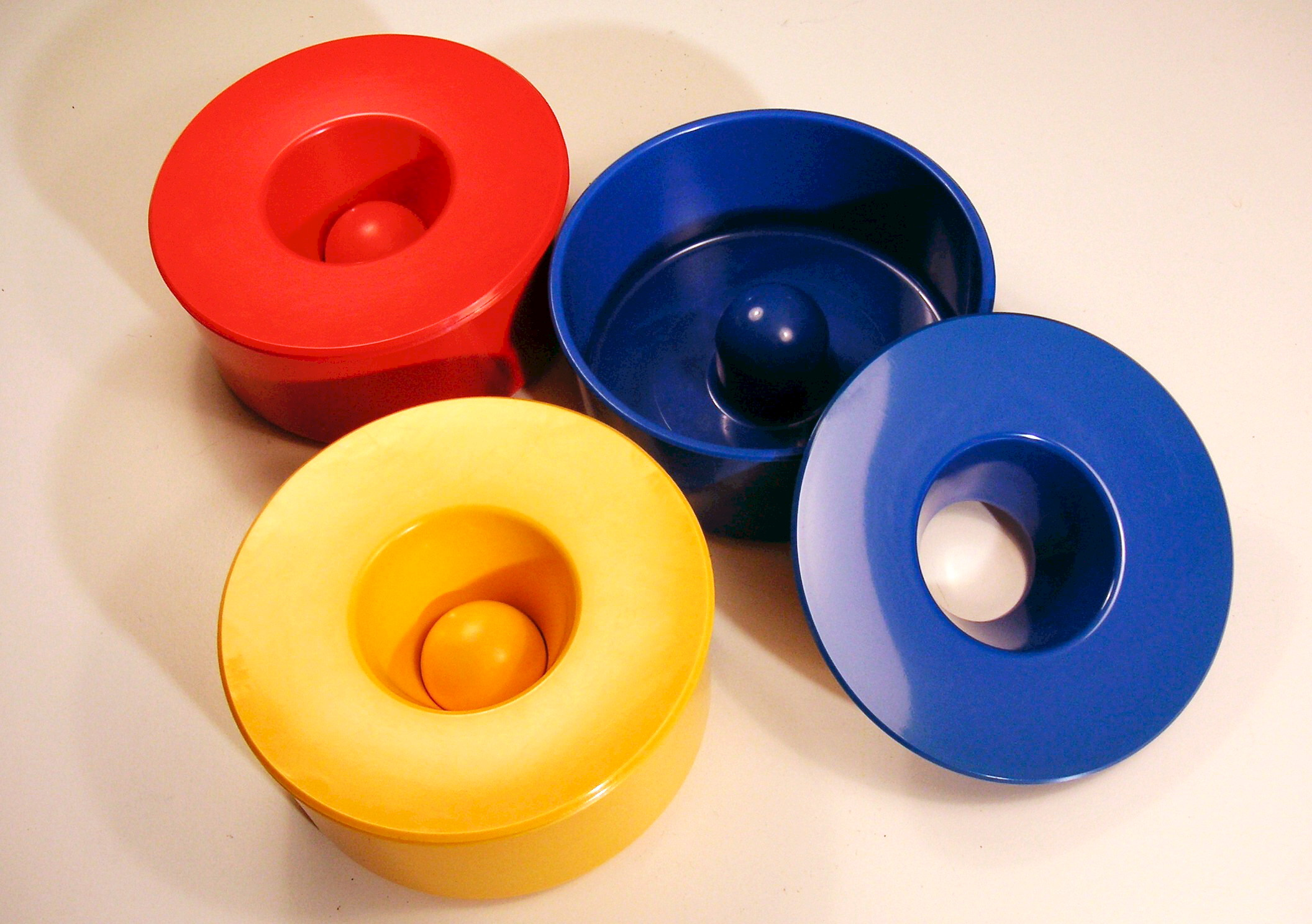
Gunnar Larsons Kulan
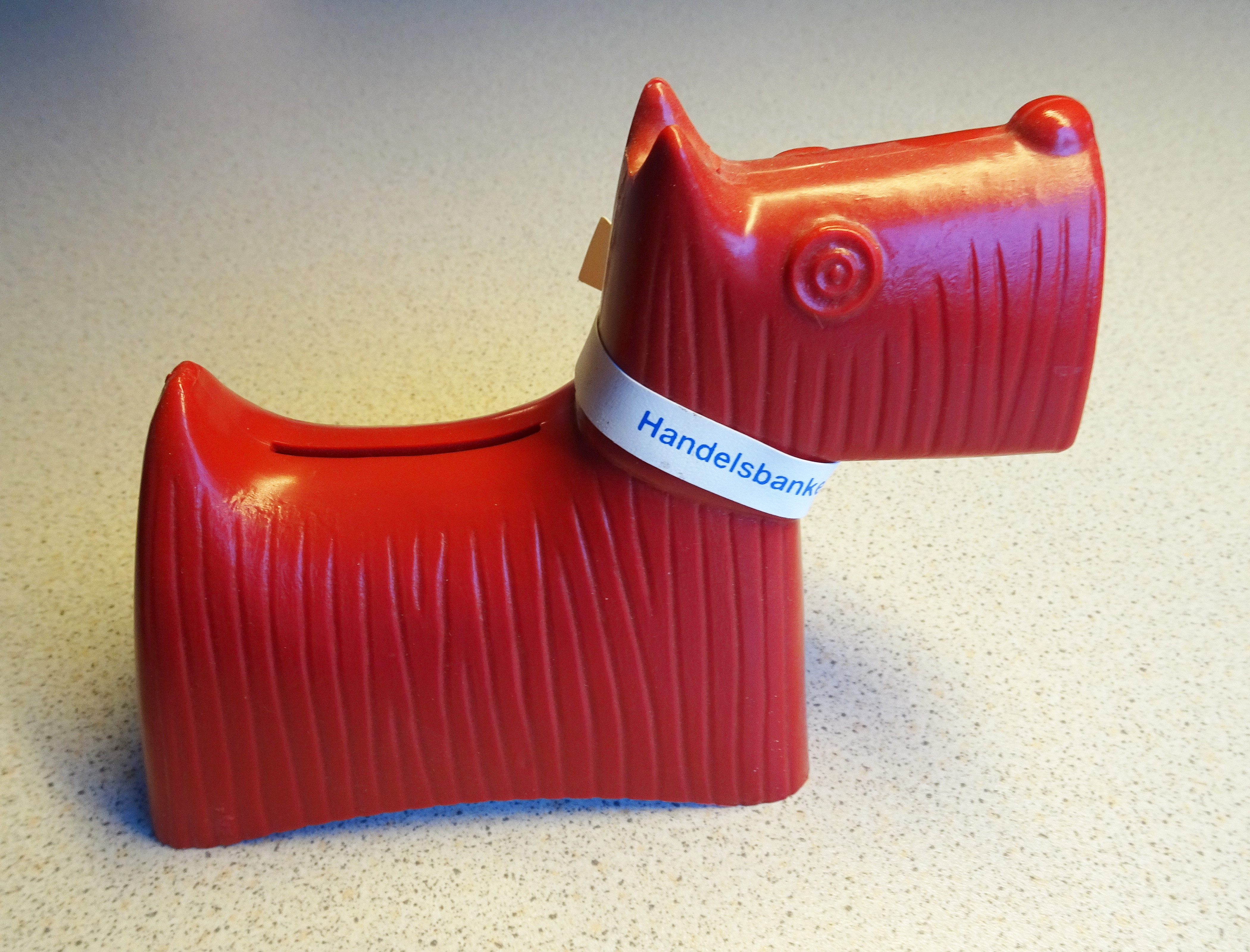
Stig Lindbergs sparbössa Skotten
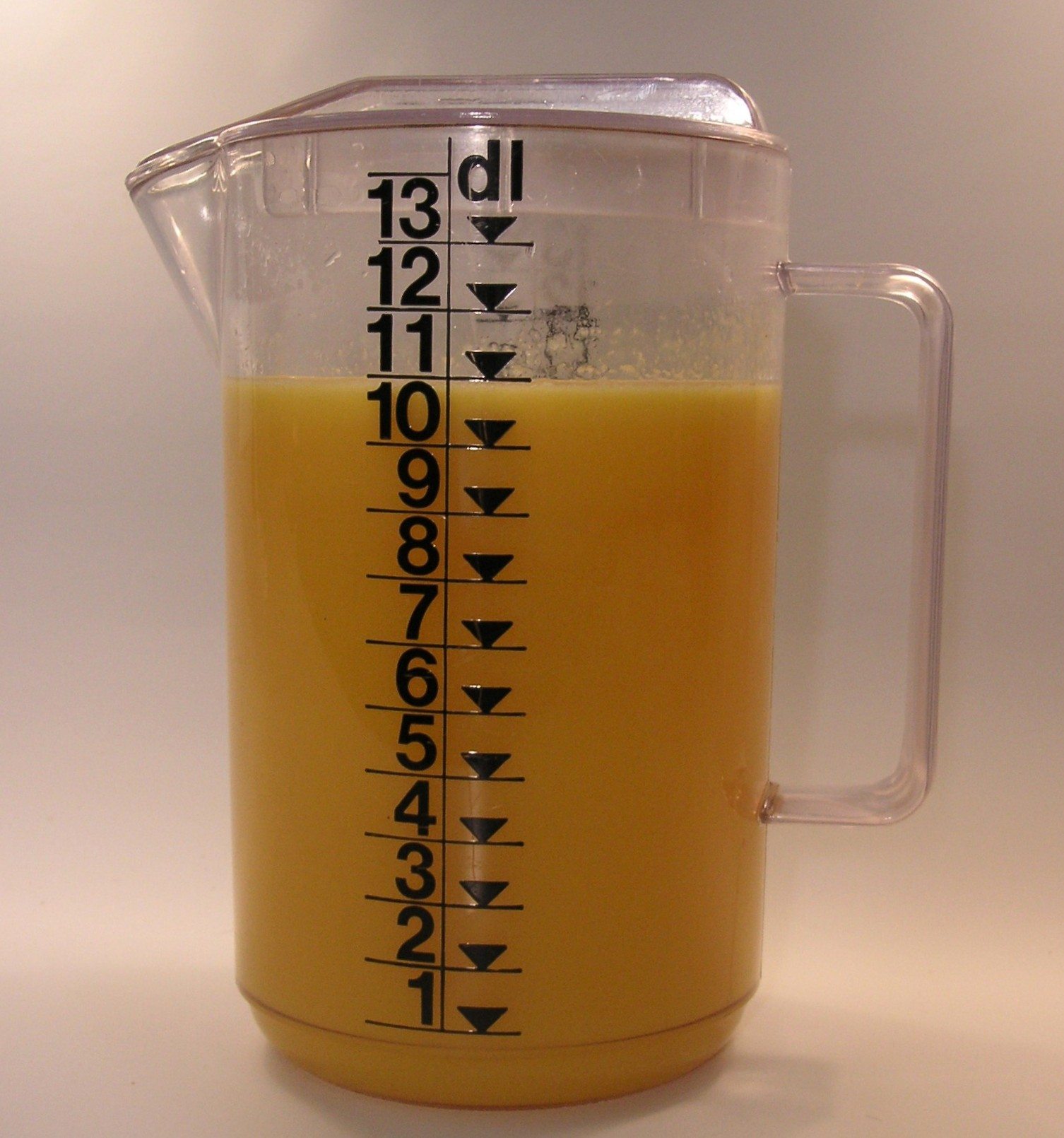
Tillbringare i plast, Per-Olof Landgren

## Företagschefer
- Johan Herman Öhman, grundare och delägare 1826–1828
- Karl Hammarstrand 1828-1838
- Per Olof Ahlström 1838–1841
- Simon Nordström 1841–1843
- Johan Georg Gentele 1850–1854
- Samuel Godenius 1852-1875
- Wilhelm Odelberg 1869–1924
- Axel Odelberg, styrelseordförande och Victor Odelberg, verkställande direktör 1924–1937
- Hjalmar Olson 1937–1968
- Bo Broms 1969–1977
- Kim Scharf 1977–1982
- Sture Erixon 1982–1987
- Lennart Lund 1987–1991

## Medarbetare i urval
- Björn Alskog
- Bengt Berglund
- Karin Björquist
- Carl-Arne Breger
- Gabi Citron-Tengborg
- Berndt Friberg
- Paul Hoff
- Alf Jarnestad
- Sven-Eric Juhlin
- Wilhelm Kåge
- Lisa Larson
- Stig Lindberg
- Tyra Lundgren
- Helmer Osslund
- Ursula Printz
- Helmer Ringström
- Mari Simmulson
- Britt-Louise Sundell
- Eje Öberg